# Liste des églises des Landes
Le département français des Landes compte 438 églises pour un total de 331 communes, soit une moyenne de 1,32 église par commune. La commune de Parleboscq, née de la réunion de sept paroisses, compte à elle seule sept églises.
Depuis 2018, le diocèse d'Aire et Dax compte 35 paroisses.

## Présentation
Le patrimoine religieux chrétien landais est marqué par la diversité architecturale et l'inégalité de sa répartition sur le territoire. Les églises sont rares au nord du département, dans la partie des Landes de Gascogne, faiblement peuplée en raison de ses sols ingrats. Elles sont en revanche plus nombreuses sur l'ensemble des pays de l'Adour landais, aux terres fertiles et peuplé de longue date. Les techniques et matériaux de construction présentent une grande diversité : calcaire taillé en Chalosse, moellons de garluche dans la Haute-Lande, pierre coquillière en pays de Marsan. La diversité concerne enfin les périodes de construction et la richesse architecturale.
Nombre d'entre elles jalonnent trois des quatre chemins de Saint-Jacques traversant le département, constituant autant d'étapes sur la voie Limousine, la voie du Puy, la voie de Tours, complétées par le chemin côtier de la voie de Soulac. Avec 425 km de chemins le traversant, le département des Landes est en effet celui qui possède le nombre de kilomètres le plus élevé de chemins de Saint-Jacques. Ces chemins passent par 120 communes et quatre sites des Landes ont été à ce titre inscrits sur la liste du patrimoine mondial de l'humanité en 2000 : l'église Sainte-Quitterie d'Aire, le clocher-porche de Mimizan, l'abbaye Saint-Jean de Sorde et la jadis puissante abbaye de Saint-Sever, sous l'autorité de laquelle était placée l'organisation du pèlerinage en Gascogne.
Les Landes ont la particularité d'avoir vu naître, dans une alliance de dévotion religieuse et de superstition, des pèlerinages autour de sports ou jeux populaires dans le département, à la suite de la reconversion de trois chapelles en sanctuaires sportifs consacrés à la Vierge : Notre-Dame-des-Cyclistes à Labastide-d'Armagnac (1959), Notre-Dame-du-Rugby à Larrivière-Saint-Savin (1967) et Notre-Dame-de-la-Course landaise à Bascons (1970). Un autre mélange de croyances, alliant la médecine au divin, a favorisé la fréquentation des fontaines des Landes, souvent situées à proximité des églises du département, lequel compte 10 % des fontaines de dévotion de France.
La liste ci-dessous se limite aux églises du département, qu'elle recense de manière exhaustive. Sont également mentionnées les abbayes des Landes, chapelles et lieux de culte d'autres religions, mais de manière non exhaustives pour ces derniers.

## Liste
| Monument                                                                    | Commune                  | Adresse                         | Coordonnées                        | Notice         | Protection                                 | Date                              | Illustration |
| --------------------------------------------------------------------------- | ------------------------ | ------------------------------- | ---------------------------------- | -------------- | ------------------------------------------ | --------------------------------- | --- |
| Église Sainte-Quitterie d'Aire                                              | Aire-sur-l'Adour         | rue Félix-Despagnet             | 43° 41′ 50″ nord, 0° 16′ 07″ ouest | « PA00083918 » | Classé MH                                  | 1840                              | Église Sainte-Quitterie d'Aire |
| Cathédrale Saint-Jean-Baptiste d'Aire                                       | Aire-sur-l'Adour         | rue Gambetta                    | 43° 42′ 01″ nord, 0° 15′ 43″ ouest | « PA00083917 » | Classé MH                                  | 9 août 1906                       | Cathédrale Saint-Jean-Baptiste d'Aire |
| Église Notre-Dame de Subéhargues                                            | Aire-sur-l'Adour         |                                 | 43° 43′ 58″ nord, 0° 14′ 25″ ouest |                |                                            |                                   | Église Notre-Dame de Subéhargues |
| Église Saint-Pierre d'Amou                                                  | Amou                     | rue Saint-Pierre                | 43° 35′ 35″ nord, 0° 44′ 51″ ouest | « PA40000039 » | Inscrit MH                                 | 17 janvier 2002                   | Église Saint-Pierre d'Amou |
| Église Sainte-Eulalie d'Angoumé                                             | Angoumé                  | Route des Barthes               | 43° 41′ 26″ nord, 1° 08′ 03″ ouest |                |                                            |                                   | Église Sainte-Eulalie d'Angoumé |
| Église Saint-Pierre d'Angresse                                              | Angresse                 | route de Capbreton              | 43° 39′ 26″ nord, 1° 22′ 26″ ouest |                |                                            |                                   | Église Saint-Pierre d'Angresse |
| Église Saint-Germain d'Arboucave                                            | Arboucave                | rue de l'Encierro               | 43° 36′ 47″ nord, 0° 26′ 03″ ouest |                |                                            |                                   | Église Saint-Germain d'Arboucave |
| Église Notre-Dame-et-Sainte-Catherine d'Arengosse                           | Arengosse                | place Aristide-Briand           | 44° 00′ 21″ nord, 0° 47′ 24″ ouest |                |                                            |                                   | Église Notre-Dame-et-Sainte-Catherine d'Arengosse |
| Église Saint-Barthélemy d'Argelos                                           | Argelos                  | route du Luy-de-France          | 43° 34′ 52″ nord, 0° 37′ 42″ ouest |                |                                            |                                   | Église Saint-Barthélemy d'Argelos |
| Église Saint-André d'Argelouse                                              | Argelouse                |                                 | 44° 21′ 57″ nord, 0° 38′ 48″ ouest |                |                                            |                                   | Église Saint-André d'Argelouse |
| Église Saint-Jean-Baptiste d'Arjuzanx                                       | Arjuzanx                 |                                 | 44° 00′ 47″ nord, 0° 51′ 20″ ouest | « PA40000040 » | Inscrit MH                                 | 17 janvier 2002                   | Église Saint-Jean-Baptiste d'Arjuzanx |
| Église Saint-Pierre d'Arsague                                               | Arsague                  | place des Platanes              | 43° 34′ 54″ nord, 0° 47′ 46″ ouest |                |                                            |                                   | Église Saint-Pierre d'Arsague |
| Église Saint-Jean-Baptiste d'Artassenx                                      | Artassenx                | route de Bascons                | 43° 50′ 33″ nord, 0° 23′ 57″ ouest |                |                                            |                                   | Église Saint-Jean-Baptiste d'Artassenx |
| Église Saint-Jean-Baptiste d'Arthez-d'Armagnac                              | Arthez-d'Armagnac        | route du Frêche                 | 43° 53′ 42″ nord, 0° 15′ 30″ ouest |                |                                            |                                   | Église Saint-Jean-Baptiste d'Arthez-d'Armagnac |
| Église Saint-Clair d'Arue                                                   | Arue                     |                                 | 44° 03′ 37″ nord, 0° 21′ 09″ ouest |                |                                            |                                   | Église Saint-Clair d'Arue |
| Église Saint-Pierre du Ginx                                                 | Arue                     |                                 | 44° 02′ 06″ nord, 0° 24′ 53″ ouest |                |                                            |                                   | Église Saint-Pierre du Ginx |
| Église Saint-Martin d'Arx                                                   | Arx                      |                                 | 44° 06′ 30″ nord, 0° 04′ 34″ est   | « PA00084022 » | Inscrit MH                                 | 30 mai 1990                       | Église Saint-Martin d'Arx |
| Église Notre-Dame d'Aubagnan                                                | Aubagnan                 | route du Château                | 43° 40′ 00″ nord, 0° 29′ 32″ ouest |                |                                            |                                   | Église Notre-Dame d'Aubagnan |
| Église Notre-Dame d'Audignon                                                | Audignon                 |                                 | 43° 43′ 21″ nord, 0° 36′ 19″ ouest | « PA00083924 » | Classé MH                                  | 12 mai 1975                       | Église Notre-Dame d'Audignon |
| Église Saint-Laurent d'Audon                                                | Audon                    | route de Monfort                | 43° 47′ 58″ nord, 0° 49′ 24″ ouest |                |                                            |                                   | Église Saint-Laurent d'Audon |
| Église Sainte-Ruffine d'Aureilhan                                           | Aureilhan                | route du Bourg                  | 44° 13′ 13″ nord, 1° 12′ 18″ ouest |                |                                            |                                   | Église Sainte-Ruffine d'Aureilhan |
| Église Notre-Dame d'Aurice                                                  | Aurice                   | 5 route de Campagne             | 43° 48′ 55″ nord, 0° 36′ 16″ ouest |                |                                            |                                   | Église Notre-Dame d'Aurice |
| Église Notre-Dame de Lagastet                                               | Aurice                   | route de Hayoula                | 43° 46′ 50″ nord, 0° 36′ 20″ ouest |                |                                            |                                   | Église Notre-Dame de Lagastet |
| Église Saint-Jean-Baptiste d'Azur                                           | Azur                     | av. Émile-Sescousse             | 43° 47′ 55″ nord, 1° 18′ 10″ ouest |                |                                            |                                   | Église Saint-Jean-Baptiste d'Azur |
| Église Saint-Jean-Baptiste de Bahus-Soubiran                                | Bahus-Soubiran           | route de Saint-Loubouer         | 43° 40′ 24″ nord, 0° 21′ 22″ ouest |                |                                            |                                   | Église Saint-Jean-Baptiste de Bahus-Soubiran |
| Église Notre-Dame-de-l'Assomption de Baigts                                 | Baigts                   |                                 | 43° 41′ 11″ nord, 0° 47′ 21″ ouest |                |                                            |                                   | Église Notre-Dame-de-l'Assomption de Baigts |
| Église Saint-Pierre de Banos                                                | Banos                    |                                 | 43° 44′ 13″ nord, 0° 37′ 27″ ouest |                |                                            |                                   | Église Saint-Pierre de Banos |
| Église Saint-Amand de Bascons                                               | Bascons                  | rue du Dr Lataste               | 43° 49′ 15″ nord, 0° 25′ 07″ ouest | « PA00083926 » | Inscrit MH                                 | 23 septembre 1970                 | Église Saint-Amand de Bascons |
| Chapelle Saint-Amand de Bascons                                             | Bascons                  | allée de Saint-Amand            | 43° 49′ 13″ nord, 0° 25′ 13″ ouest |                |                                            |                                   | Chapelle Saint-Amand de Bascons |
| Chapelle Notre-Dame-de-la-Course-Landaise                                   | Bascons                  | chemin des Coursayres           | 43° 50′ 45″ nord, 0° 26′ 05″ ouest |                |                                            |                                   | Chapelle Notre-Dame-de-la-Course-Landaise |
| Église Notre-Dame de Bassercles                                             | Bassercles               |                                 | 43° 33′ 07″ nord, 0° 37′ 21″ ouest |                |                                            |                                   | Église Notre-Dame de Bassercles |
| Église Saint-Barthélemy de Bastennes                                        | Bastennes                | route des Pyrénées              | 43° 39′ 03″ nord, 0° 47′ 03″ ouest |                |                                            |                                   | Église Saint-Barthélemy de Bastennes |
| Église Sainte-Catherine de Bats                                             | Bats                     | route de Vielle-Tursan          | 43° 39′ 30″ nord, 0° 27′ 32″ ouest |                |                                            |                                   | Église Sainte-Catherine de Bats |
| Église Saint-Jean-Baptiste de Baudignan                                     | Baudignan                |                                 | 44° 05′ 24″ nord, 0° 03′ 06″ est   | « PA40000001 » | Inscrit MH                                 | 29 avril 1996                     | Église Saint-Jean-Baptiste de Baudignan |
| Église Saint-Pierre-ès-Liens de Bégaar                                      | Bégaar                   | route du Bourg                  | 43° 49′ 21″ nord, 0° 50′ 57″ ouest |                |                                            |                                   | Église Saint-Pierre-ès-Liens de Bégaar |
| Église Saint-Vincent-de-Xaintes de Belhade                                  | Belhade                  | rue de l'Église                 | 44° 22′ 35″ nord, 0° 41′ 07″ ouest | « PA00083927 » | Inscrit MH                                 | 30 juillet 1968                   | Église Saint-Vincent-de-Xaintes de Belhade |
| Église Notre-Dame de Bélis                                                  | Bélis                    |                                 | 44° 03′ 46″ nord, 0° 27′ 41″ ouest |                |                                            |                                   | Église Notre-Dame de Bélis |
| Église Notre-Dame-de-l’Assomption de Bélus                                  | Bélus                    |                                 | 43° 35′ 29″ nord, 1° 06′ 34″ ouest |                |                                            |                                   | Église Notre-Dame-de-l’Assomption de Bélus |
| Église Saint-Michel de Bénesse-lès-Dax                                      | Bénesse-lès-Dax          | route de la Tuilerie            | 43° 38′ 35″ nord, 1° 02′ 11″ ouest |                |                                            |                                   | Église Saint-Michel de Bénesse-lès-Dax |
| Église Saint-Martin de Bénesse-Maremne                                      | Bénesse-Maremne          | rue de l'Église                 | 43° 38′ 02″ nord, 1° 21′ 39″ ouest |                |                                            |                                   | Église Saint-Martin de Bénesse-Maremne |
| Église Saint-Jean-Baptiste                                                  | Benquet                  | av. du Marsan                   | 43° 50′ 08″ nord, 0° 29′ 59″ ouest |                |                                            |                                   | Église Saint-Jean-Baptiste |
| Église de Saint-Christau                                                    | Benquet                  | route de Saint-Christau         | 43° 49′ 06″ nord, 0° 30′ 13″ ouest |                |                                            |                                   | Église de Saint-Christau |
| Église Saint-André de Bergouey                                              | Bergouey                 | route de Sainte-Marie           | 43° 40′ 06″ nord, 0° 43′ 10″ ouest |                |                                            |                                   | Église Saint-André de Bergouey |
| Église Saint-Pierre-aux-Liens de Betbezer-d'Armagnac                        | Betbezer-d'Armagnac      |                                 | 43° 58′ 38″ nord, 0° 10′ 20″ ouest |                |                                            |                                   | Église Saint-Pierre-aux-Liens de Betbezer-d'Armagnac |
| Église Saint-Pierre de Beylongue                                            | Beylongue                |                                 | 43° 55′ 23″ nord, 0° 49′ 46″ ouest | « PA40000003 » | Inscrit MH                                 | 23 décembre 1996                  | Église Saint-Pierre de Beylongue |
| Église Saint-Blaise de Beyries                                              | Beyries                  |                                 | 43° 34′ 24″ nord, 0° 38′ 10″ ouest |                |                                            |                                   | Église Saint-Blaise de Beyries |
| Église Saint-Étienne de Biarrotte                                           | Biarrotte                |                                 | 43° 33′ 33″ nord, 1° 16′ 27″ ouest | « PA40000069 » | Inscrit MH                                 | 10 janvier 2008                   | Église Saint-Étienne de Biarrotte |
| Église Saint-Michel de Bias                                                 | Bias                     |                                 | 44° 08′ 41″ nord, 1° 13′ 09″ ouest |                |                                            |                                   | Église Saint-Michel de Bias |
| Église Saint-Pierre de Biaudos                                              | Biaudos                  | route du Bourg                  | 43° 33′ 03″ nord, 1° 18′ 15″ ouest |                |                                            |                                   | Église Saint-Pierre de Biaudos |
| Église Saint-Martin de Biscarrosse                                          | Biscarrosse              | place Charles-de-Gaulle         | 44° 23′ 39″ nord, 1° 10′ 03″ ouest |                |                                            |                                   | Église Saint-Martin de Biscarrosse |
| Église Sainte-Bernadette de Biscarrosse-Plage                               | Biscarrosse              | rue de l'Église                 | 44° 26′ 42″ nord, 1° 14′ 57″ ouest |                |                                            |                                   | Église Sainte-Bernadette de Biscarrosse-Plage |
| Église Saint-Pierre-ès-Liens de Bonnegarde                                  | Bonnegarde               | place de l'Église               | 43° 34′ 03″ nord, 0° 42′ 12″ ouest |                |                                            |                                   | Église Saint-Pierre-ès-Liens de Bonnegarde |
| Église Saint-Pierre de Boos                                                 | Boos                     | av. de la Haute-Lande           | 43° 53′ 29″ nord, 0° 59′ 33″ ouest |                |                                            |                                   | Église Saint-Pierre de Boos |
| Église Saint-Sigismond de Bordères                                          | Bordères-et-Lamensans    | place de l'Église               | 43° 46′ 26″ nord, 0° 21′ 48″ ouest |                |                                            |                                   | Église Saint-Sigismond de Bordères |
| Chapelle Saint-Martin de Lamensans                                          | Bordères-et-Lamensans    | route de la Chapelle            | 43° 46′ 37″ nord, 0° 19′ 59″ ouest |                |                                            |                                   | Image manquante Téléverser |
| Église Sainte-Marie de Bostens                                              | Bostens                  |                                 | 43° 58′ 20″ nord, 0° 21′ 35″ ouest | « PA00083928 » | Classé MH                                  | 22 septembre 1916                 | Église Sainte-Marie de Bostens |
| Église Saint-Candide de Bougue                                              | Bougue                   | rue du Dr Laffite               | 43° 53′ 22″ nord, 0° 23′ 32″ ouest | « PA40000014 » | Inscrit MH                                 | 11 septembre 1997                 | Église Saint-Candide de Bougue |
| Église Saint-Jean-Baptiste de Bourdalat                                     | Bourdalat                | rue du Bas-Armagnac             | 43° 50′ 23″ nord, 0° 12′ 36″ ouest | « PA40000023 » | Inscrit MH                                 | 6 janvier 1998                    | Église Saint-Jean-Baptiste de Bourdalat |
| Église Saint-Martin de Bourriot                                             | Bourriot-Bergonce        |                                 | 44° 07′ 37″ nord, 0° 14′ 57″ ouest |                |                                            |                                   | Église Saint-Martin de Bourriot |
| Église Saint-Jean-de-la-Porte-Latine de Bergonce                            | Bourriot-Bergonce        |                                 | 44° 07′ 20″ nord, 0° 11′ 28″ ouest |                |                                            |                                   | Église Saint-Jean-de-la-Porte-Latine de Bergonce |
| Église Saint-Sernin de Brassempouy                                          | Brassempouy              | rue du Musée                    | 43° 38′ 04″ nord, 0° 41′ 41″ ouest | « PA00083929 » | Classé MH                                  | 3 janvier 1939                    | Église Saint-Sernin de Brassempouy |
| Église Saint-Martin de Bretagne-de-Marsan                                   | Bretagne-de-Marsan       |                                 | 43° 50′ 50″ nord, 0° 27′ 33″ ouest |                |                                            |                                   | Église Saint-Martin de Bretagne-de-Marsan |
| Église Saint-Jean-Baptiste de Brocas                                        | Brocas                   | place Robert-Bezos              | 44° 02′ 39″ nord, 0° 32′ 13″ ouest |                |                                            |                                   | Église Saint-Jean-Baptiste de Brocas |
| Église Saint-Philippe-et-Saint-Jacques de Buanes                            | Buanes                   |                                 | 43° 42′ 37″ nord, 0° 25′ 18″ ouest | « PA00083931 » | Inscrit MH                                 | 8 février 1984                    | Église Saint-Philippe-et-Saint-Jacques de Buanes |
| Église Notre-Dame de la Nativité de Guinas                                  | Cachen                   |                                 | 44° 03′ 44″ nord, 0° 23′ 26″ ouest |                |                                            |                                   | Église Notre-Dame de la Nativité de Guinas |
| Église Saint-Martin de Cachen                                               | Cachen                   |                                 | 44° 04′ 02″ nord, 0° 25′ 57″ ouest |                |                                            |                                   | Église Saint-Martin de Cachen |
| Église Notre-Dame de Cagnotte                                               | Cagnotte                 | chemin de Compostelle           | 43° 35′ 38″ nord, 1° 03′ 56″ ouest | « PA00083932 » | Inscrit MH                                 | 12 mars 1970                      | Église Notre-Dame de Cagnotte |
| Église Saint-Pierre de Callen                                               | Callen                   |                                 | 44° 17′ 57″ nord, 0° 28′ 37″ ouest |                |                                            |                                   | Église Saint-Pierre de Callen |
| Église Saint-Pantaléon de Campagne                                          | Campagne                 | place du 8-mai-1945             | 43° 51′ 56″ nord, 0° 38′ 22″ ouest |                |                                            |                                   | Église Saint-Pantaléon de Campagne |
| Église Sainte-Croix de Campet                                               | Campet-et-Lamolère       |                                 | 43° 55′ 03″ nord, 0° 36′ 22″ ouest |                |                                            |                                   | Église Sainte-Croix de Campet |
| Chapelle Saint-Pierre de Lamolère                                           | Campet-et-Lamolère       |                                 | 43° 54′ 37″ nord, 0° 34′ 10″ ouest |                |                                            |                                   | Chapelle Saint-Pierre de Lamolère |
| Église Sainte-Eugénie de Candresse                                          | Candresse                | place du Presbytère             | 43° 42′ 52″ nord, 0° 58′ 36″ ouest |                |                                            |                                   | Église Sainte-Eugénie de Candresse |
| Église Saint-Saturnin de Canenx                                             | Canenx-et-Réaut          |                                 | 44° 00′ 21″ nord, 0° 26′ 31″ ouest |                |                                            |                                   | Église Saint-Saturnin de Canenx |
| Église Saint-Michel de Réaut                                                | Canenx-et-Réaut          |                                 | 43° 59′ 09″ nord, 0° 27′ 59″ ouest |                |                                            |                                   | Église Saint-Michel de Réaut |
| Église Saint-Nicolas de Capbreton                                           | Capbreton                | Saint-Nicolas (place)           | 43° 38′ 24″ nord, 1° 25′ 50″ ouest | « PA40000032 » | Inscrit MH                                 | 16 octobre 2000                   | Église Saint-Nicolas de Capbreton |
| Chapelle Sainte-Thérèse de la Plage de Capbreton                            | Capbreton                | rue de la Chapelle              | 43° 39′ 04″ nord, 1° 26′ 34″ ouest |                |                                            |                                   | Chapelle Sainte-Thérèse de la Plage de Capbreton |
| Église Saint-Laurent de Carcarès                                            | Carcarès-Sainte-Croix    | route de Carcarès               | 43° 50′ 29″ nord, 0° 47′ 31″ ouest |                | Site inscrit (église et abords)            | 28 décembre 1977                  | Église Saint-Laurent de Carcarès |
| Église Saint-Bertin-et-Sainte-Croix                                         | Carcarès-Sainte-Croix    |                                 | 43° 52′ 07″ nord, 0° 44′ 30″ ouest | « PA40000004 » | Inscrit MH                                 | 20 septembre 1996                 | Église Saint-Bertin-et-Sainte-Croix |
| Église Saint-Jean-Baptiste de Ponson                                        | Carcen-Ponson            |                                 | 43° 50′ 48″ nord, 0° 48′ 03″ ouest | « PA40000057 » | Inscrit MH Site inscrit (église et abords) | 22 avril 2005 4 juin 1984         | Église Saint-Jean-Baptiste de Ponson |
| Église Saint-Roch de Carcen                                                 | Carcen-Ponson            |                                 | 43° 52′ 52″ nord, 0° 48′ 25″ ouest |                |                                            |                                   | Église Saint-Roch de Carcen |
| Église Saint-Pierre de Cassen                                               | Cassen                   |                                 | 43° 45′ 44″ nord, 0° 51′ 40″ ouest |                |                                            |                                   | Église Saint-Pierre de Cassen |
| Église Saint-Jean-Baptiste de Castaignos                                    | Castaignos-Souslens      | route de la Téoulère            | 43° 35′ 19″ nord, 0° 38′ 49″ ouest |                |                                            |                                   | Église Saint-Jean-Baptiste de Castaignos |
| Église Saint-Vincent-de-Xaintes de Castendet                                | Castandet                |                                 | 43° 48′ 43″ nord, 0° 21′ 15″ ouest |                |                                            |                                   | Église Saint-Vincent-de-Xaintes de Castendet |
| Église Saint-Saturnin de Castel-Sarrazin                                    | Castel-Sarrazin          | route de l'Église               | 43° 36′ 34″ nord, 0° 47′ 19″ ouest |                |                                            |                                   | Église Saint-Saturnin de Castel-Sarrazin |
| Église Notre-Dame du Bourg de Castel-Sarrazin                               | Castel-Sarrazin          |                                 | 43° 37′ 40″ nord, 0° 46′ 53″ ouest |                |                                            |                                   | Église Notre-Dame du Bourg de Castel-Sarrazin |
| Église Sainte-Marie-Madeleine de Castelnau-Chalosse                         | Castelnau-Chalosse       | route de Donzacq                | 43° 39′ 55″ nord, 0° 50′ 38″ ouest |                |                                            |                                   | Église Sainte-Marie-Madeleine de Castelnau-Chalosse |
| Église Sainte-Madeleine de Castelnau-Tursan                                 | Castelnau-Tursan         | place de l'Église               | 43° 39′ 28″ nord, 0° 24′ 28″ ouest |                |                                            |                                   | Église Sainte-Madeleine de Castelnau-Tursan |
| Église Sainte-Catherine de Castelner                                        | Castelner                |                                 | 43° 33′ 10″ nord, 0° 34′ 57″ ouest |                |                                            |                                   | Église Sainte-Catherine de Castelner |
| Église Saint-Barthélemy-et-Saint-Roch de Castets                            | Castets                  | rue de l'Église                 | 43° 53′ 01″ nord, 1° 08′ 41″ ouest |                |                                            |                                   | Église Saint-Barthélemy-et-Saint-Roch de Castets |
| Église Saint-Barthélemy de Cauna                                            | Cauna                    | place de l'Église               | 43° 46′ 56″ nord, 0° 38′ 25″ ouest |                |                                            |                                   | Église Saint-Barthélemy de Cauna |
| Église Saint-Pierre de Cauneille                                            | Cauneille                |                                 | 43° 32′ 38″ nord, 1° 04′ 09″ ouest |                |                                            |                                   | Église Saint-Pierre de Cauneille |
| Église Saint-Laurent de Caupenne                                            | Caupenne                 |                                 | 43° 40′ 14″ nord, 0° 46′ 03″ ouest | « PA40000058 » | Inscrit MH                                 | 1er mars 2005                     | Église Saint-Laurent de Caupenne |
| Église Saint-Martin de Caupenne                                             | Caupenne                 |                                 | 43° 41′ 01″ nord, 0° 44′ 44″ ouest | « PA00083935 » | Inscrit MH                                 | 23 septembre 1970                 | Église Saint-Martin de Caupenne |
| Église Saint-Laurent de Cazalis                                             | Cazalis                  | rue de l'Église                 | 43° 37′ 31″ nord, 0° 39′ 44″ ouest |                |                                            |                                   | Église Saint-Laurent de Cazalis |
| Église Saint-Barthélemy de Cazères-sur-l'Adour                              | Cazères-sur-l'Adour      | Rue de l'Abbé Meyranx           | 43° 45′ 38″ nord, 0° 18′ 58″ ouest |                |                                            |                                   | Église Saint-Barthélemy de Cazères-sur-l'Adour |
| Église Saint-Martin de Cère                                                 | Cère                     |                                 | 43° 59′ 33″ nord, 0° 32′ 07″ ouest |                |                                            |                                   | Église Saint-Martin de Cère |
| Église Saint-Orens de Classun                                               | Classun                  | route de Buanes                 | 43° 42′ 40″ nord, 0° 24′ 50″ ouest |                |                                            |                                   | Église Saint-Orens de Classun |
| Église Saint-Martin de Clèdes                                               | Clèdes                   |                                 | 43° 37′ 07″ nord, 0° 22′ 39″ ouest |                |                                            |                                   | Église Saint-Martin de Clèdes |
| Église Sainte-Madeleine de Clermont                                         | Clermont                 | allée de l'Église               | 43° 39′ 13″ nord, 0° 55′ 03″ ouest |                |                                            |                                   | Image manquante Téléverser |
| Église Saint-Martin de Commensacq                                           | Commensacq               |                                 | 44° 12′ 38″ nord, 0° 49′ 23″ ouest | « PA00083936 » | Inscrit MH                                 | 8 octobre 1968                    | Église Saint-Martin de Commensacq |
| Église Saint-Martin de Coudures                                             | Coudures                 | place du 19-Mars-1962           | 43° 41′ 25″ nord, 0° 31′ 06″ ouest |                |                                            |                                   | Église Saint-Martin de Coudures |
| Église Saint-Barthélemy de Créon-d'Armagnac                                 | Créon-d'Armagnac         |                                 | 43° 59′ 44″ nord, 0° 06′ 25″ ouest |                |                                            |                                   | Église Saint-Barthélemy de Créon-d'Armagnac |
| Cathédrale Notre-Dame de Dax                                                | Dax                      | place de la Cathédrale          | 43° 42′ 30″ nord, 1° 03′ 11″ ouest | « PA00083938 » | Classé MH                                  | 16 septembre 1946                 | Cathédrale Notre-Dame de Dax |
| Église Saint-Vincent-de-Xaintes de Dax                                      | Dax                      | place Saint-Vincent             | 43° 42′ 22″ nord, 1° 03′ 36″ ouest |                |                                            |                                   | Église Saint-Vincent-de-Xaintes de Dax |
| Église Saint-Esprit du Gond                                                 | Dax                      | av. Francis-Planté              | 43° 42′ 04″ nord, 1° 02′ 37″ ouest |                |                                            |                                   | Image manquante Téléverser |
| Église Saint-Jean-Baptiste d'Aulès                                          | Doazit                   | route de Garros                 | 43° 42′ 10″ nord, 0° 38′ 27″ ouest | « PA00083943 » | Classé MH                                  | 8 novembre 2004                   | Église Saint-Jean-Baptiste d'Aulès |
| Église Notre-Dame de Doazit                                                 | Doazit                   | rue de la Paix                  | 43° 41′ 29″ nord, 0° 38′ 47″ ouest |                |                                            |                                   | Église Notre-Dame de Doazit |
| Église Saint-Martin du Mus                                                  | Doazit                   | impasse de l'Église-du-Mus      | 43° 41′ 05″ nord, 0° 38′ 59″ ouest |                |                                            |                                   | Église Saint-Martin du Mus |
| Église Saint-Pierre de Donzacq                                              | Donzacq                  | rue de l'Église                 | 43° 39′ 23″ nord, 0° 48′ 23″ ouest |                |                                            |                                   | Église Saint-Pierre de Donzacq |
| Église Saint-Leu de Duhort                                                  | Duhort-Bachen            | route d'Aire                    | 43° 43′ 29″ nord, 0° 19′ 22″ ouest |                |                                            |                                   | Église Saint-Leu de Duhort |
| Chapelle Sainte-Marie-Madeleine de Bachen                                   | Duhort-Bachen            | route d'Aire                    | 43° 42′ 56″ nord, 0° 18′ 15″ ouest |                |                                            |                                   | Chapelle Sainte-Marie-Madeleine de Bachen |
| Église Saint-Pierre de Dumes                                                | Dumes                    | route de l'Église               | 43° 42′ 22″ nord, 0° 34′ 53″ ouest |                |                                            |                                   | Église Saint-Pierre de Dumes |
| Église Saint-Jean-Baptiste d'Escalans                                       | Escalans                 |                                 | 43° 58′ 42″ nord, 0° 02′ 30″ est   | « PA00083944 » | Inscrit MH                                 | 18 juin 1973                      | Église Saint-Jean-Baptiste d'Escalans |
| Église Saint-Jérôme de Sainte-Meille                                        | Escalans                 |                                 | 44° 00′ 49″ nord, 0° 02′ 26″ est   |                |                                            |                                   | Image manquante Téléverser |
| Église Saint-Martin-et-Saint-Roch d'Escource                                | Escource                 | route de Bouheben               | 44° 09′ 50″ nord, 1° 02′ 05″ ouest |                |                                            |                                   | Église Saint-Martin-et-Saint-Roch d'Escource |
| Église Saint-Jacques-le-Majeur d'Estibeaux                                  | Estibeaux                | rue de la Motte                 | 43° 36′ 02″ nord, 0° 54′ 27″ ouest |                |                                            |                                   | Église Saint-Jacques-le-Majeur d'Estibeaux |
| Église Saint-Laurent d'Estigarde                                            | Estigarde                |                                 | 44° 01′ 42″ nord, 0° 08′ 27″ ouest |                |                                            |                                   | Église Saint-Laurent d'Estigarde |
| Église Sainte-Eugénie d'Eugénie-les-Bains                                   | Eugénie-les-Bains        | rue René-Vielle                 | 43° 41′ 42″ nord, 0° 22′ 43″ ouest |                |                                            |                                   | Église Sainte-Eugénie d'Eugénie-les-Bains |
| Église Saint-Barthélemy d'Eyres-Moncube                                     | Eyres-Moncube            | route de Pau                    | 43° 43′ 13″ nord, 0° 33′ 02″ ouest |                |                                            |                                   | Église Saint-Barthélemy d'Eyres-Moncube |
| Église Saint-Barthélemy de Fargues                                          | Fargues                  | place de l'Église               | 43° 43′ 32″ nord, 0° 27′ 18″ ouest |                |                                            |                                   | Église Saint-Barthélemy de Fargues |
| Église Saint-Laurent de Gaas                                                | Gaas                     | route d'Éspibos                 | 43° 36′ 48″ nord, 1° 02′ 08″ ouest |                |                                            |                                   | Église Saint-Laurent de Gaas |
| Église Saint-Luperc de Gabarret                                             | Gabarret                 | place de l'Église               | 43° 59′ 06″ nord, 0° 00′ 42″ est   |                |                                            |                                   | Église Saint-Luperc de Gabarret |
| Église Notre-Dame-de-l’Assomption de Gaillères                              | Gaillères                |                                 | 43° 56′ 28″ nord, 0° 22′ 20″ ouest |                |                                            |                                   | Église Notre-Dame-de-l’Assomption de Gaillères |
| Église Saint-Pierre de Gamarde-les-Bains                                    | Gamarde-les-Bains        | rue de l'Abbé-Bordes            | 43° 43′ 54″ nord, 0° 52′ 12″ ouest |                |                                            |                                   | Église Saint-Pierre de Gamarde-les-Bains |
| Église Notre-Dame de Garein                                                 | Garein                   |                                 | 44° 02′ 46″ nord, 0° 39′ 01″ ouest | « PA00083946 » | Inscrit MH                                 | 30 juillet 1968                   | Église Notre-Dame de Garein |
| Église Notre-Dame de Garrey                                                 | Garrey                   | route du Bourlon                | 43° 40′ 14″ nord, 0° 54′ 35″ ouest |                |                                            |                                   | Image manquante Téléverser |
| Église Saint-Martin de Garrosse                                             | Garrosse                 | rue du Lavoir                   | 44° 00′ 46″ nord, 0° 55′ 41″ ouest |                |                                            |                                   | Église Saint-Martin de Garrosse |
| Église Sainte-Quitterie de Gastes                                           | Gastes                   | av. de la Côte-d'Argent         | 44° 19′ 31″ nord, 1° 08′ 38″ ouest |                |                                            |                                   | Église Sainte-Quitterie de Gastes |
| Église Saint-Jean-Baptiste de Gaujacq                                       | Gaujacq                  | route du Biélé                  | 43° 38′ 27″ nord, 0° 44′ 16″ ouest |                |                                            |                                   | Église Saint-Jean-Baptiste de Gaujacq |
| Église Saint-Jean-Baptiste de Geaune                                        | Geaune                   | rue Gourgues                    | 43° 38′ 29″ nord, 0° 22′ 37″ ouest | « PA00083948 » | Classé MH                                  | 18 juillet 1973                   | Église Saint-Jean-Baptiste de Geaune |
| Église Saint-Médard de Geloux                                               | Geloux                   | route de Lagraulet              | 43° 58′ 53″ nord, 0° 38′ 21″ ouest | « PA00083950 » | Inscrit MH                                 | 30 juillet 1968                   | Église Saint-Médard de Geloux |
| Église Saint-Jean-Baptiste de Gibret                                        | Gibret                   | route de Monfort                | 43° 41′ 15″ nord, 0° 49′ 23″ ouest |                |                                            |                                   | Église Saint-Jean-Baptiste de Gibret |
| Église Sainte-Madeleine de Goos                                             | Goos                     |                                 | 43° 43′ 46″ nord, 0° 54′ 02″ ouest |                |                                            |                                   | Image manquante Téléverser |
| Abbaye de Divielle                                                          | Goos                     |                                 | 43° 44′ 25″ nord, 0° 55′ 25″ ouest |                |                                            |                                   | Abbaye de Divielle |
| Église Saint-André de Gourbera                                              | Gourbera                 | route de Herm                   | 43° 48′ 14″ nord, 1° 02′ 55″ ouest |                |                                            |                                   | Église Saint-André de Gourbera |
| Église Saint-Martin de Gousse                                               | Gousse                   | av. du Val-d'Adour              | 43° 46′ 24″ nord, 0° 53′ 51″ ouest |                |                                            |                                   | Église Saint-Martin de Gousse |
| Église Saint-Martin de Gouts                                                | Gouts                    | route de Tartas                 | 43° 47′ 23″ nord, 0° 48′ 01″ ouest |                |                                            |                                   | Église Saint-Martin de Gouts |
| Église Saint-Pierre-et-Saint-Paul de Grenade-sur-l'Adour                    | Grenade-sur-l'Adour      | René-Vielle (rue) 55            | 43° 46′ 23″ nord, 0° 25′ 40″ ouest | « PA40000055 » | Inscrit MH                                 | 8 juillet 2004                    | Église Saint-Pierre-et-Saint-Paul de Grenade-sur-l'Adour |
| Église Saint-Pierre-et-Saint-Paul de Habas                                  | Habas                    | rue Centrale                    | 43° 34′ 17″ nord, 0° 55′ 49″ ouest |                |                                            |                                   | Église Saint-Pierre-et-Saint-Paul de Habas |
| Crypte de Saint-Girons                                                      | Hagetmau                 | av. Corisande                   | 43° 39′ 37″ nord, 0° 36′ 06″ ouest | « PA00083951 » | Classé MH                                  | 1862                              | Crypte de Saint-Girons |
| Église Sainte-Marie-Madeleine de Hagetmau                                   | Hagetmau                 | place de la Liberté             | 43° 39′ 24″ nord, 0° 35′ 37″ ouest |                |                                            |                                   | Église Sainte-Marie-Madeleine de Hagetmau |
| Église abbatiale Notre-Dame d'Arthous                                       | Hastingues               |                                 | 43° 31′ 38″ nord, 1° 07′ 18″ ouest | « PA00083954 » | Classé MH                                  | 24 septembre 1955                 | Église abbatiale Notre-Dame d'Arthous |
| Église Saint-Sauveur d'Hastingues                                           | Hastingues               |                                 | 43° 32′ 03″ nord, 1° 08′ 55″ ouest | « IA40000060 » |                                            |                                   | Église Saint-Sauveur d'Hastingues |
| Église Saint-Rémy de Hauriet                                                | Hauriet                  |                                 | 43° 43′ 59″ nord, 0° 41′ 47″ ouest |                |                                            |                                   | Église Saint-Rémy de Hauriet |
| Église Saint-Médard de Haut-Mauco                                           | Haut-Mauco               |                                 | 43° 49′ 31″ nord, 0° 33′ 11″ ouest |                |                                            |                                   | Église Saint-Médard de Haut-Mauco |
| Église Sainte-Madeleine d'Herm                                              | Herm                     | rue Jean-Laboirie               | 43° 48′ 27″ nord, 1° 08′ 38″ ouest |                |                                            |                                   | Église Sainte-Madeleine d'Herm |
| Église Notre-Dame de Herré                                                  | Herré                    |                                 | 44° 00′ 29″ nord, 0° 01′ 29″ ouest |                |                                            |                                   | Église Notre-Dame de Herré |
| Église Notre-Dame de Heugas                                                 | Heugas                   | chemin de la Pachère            | 43° 38′ 49″ nord, 1° 04′ 55″ ouest |                |                                            |                                   | Image manquante Téléverser |
| Église Saint-Pierre de Hinx                                                 | Hinx                     | route du Port                   | 43° 42′ 15″ nord, 0° 55′ 43″ ouest |                |                                            |                                   | Image manquante Téléverser |
| Église Saint-Martin de Hontanx                                              | Hontanx                  | route des Châteaux              | 43° 49′ 29″ nord, 0° 16′ 22″ ouest | « PA00083956 » | Inscrit MH                                 | 27 juin 1962                      | Église Saint-Martin de Hontanx |
| Église Saint-Blaise de Hontanx                                              | Hontanx                  |                                 | 43° 49′ 29″ nord, 0° 16′ 17″ ouest | « PA00083955 » | Inscrit MH                                 | 29 février 1988                   | Église Saint-Blaise de Hontanx |
| Église Sainte-Marie-Madeleine de Loubens                                    | Hontanx                  |                                 | 43° 49′ 03″ nord, 0° 15′ 02″ ouest |                |                                            |                                   | Église Sainte-Marie-Madeleine de Loubens |
| Église Saint-Martin de Horsarrieu                                           | Horsarrieu               | rue Saint-Blaise                | 43° 41′ 01″ nord, 0° 35′ 51″ ouest | « PA00083957 » | Inscrit MH                                 | 12 décembre 1939                  | Église Saint-Martin de Horsarrieu |
| Église Sainte-Foy-d'Agen de Josse                                           | Josse                    |                                 | 43° 38′ 27″ nord, 1° 13′ 26″ ouest |                |                                            |                                   | Image manquante Téléverser |
| Chapelle Notre-Dame-des-Cyclistes                                           | Labastide-d'Armagnac     |                                 | 43° 57′ 19″ nord, 0° 09′ 43″ ouest | « PA40000006 » | Inscrit MH                                 | 27 février 1996                   | Chapelle Notre-Dame-des-Cyclistes |
| Église Notre-Dame de Labastide-d'Armagnac                                   | Labastide-d'Armagnac     | place Royale                    | 43° 58′ 10″ nord, 0° 11′ 07″ ouest | « PA00083960 » | Inscrit MH                                 | 23 septembre 1970                 | Église Notre-Dame de Labastide-d'Armagnac |
| Église Saint-Vincent de Labastide-Chalosse                                  | Labastide-Chalosse       | route du Luy                    | 43° 36′ 47″ nord, 0° 36′ 38″ ouest |                |                                            |                                   | Église Saint-Vincent de Labastide-Chalosse |
| Église Saint-Romain de Labatut                                              | Labatut                  | route de l'Église               | 43° 32′ 46″ nord, 0° 59′ 01″ ouest |                |                                            |                                   | Église Saint-Romain de Labatut |
| Église Saint-Nicolas de Labenne                                             | Labenne                  |                                 | 43° 35′ 43″ nord, 1° 25′ 36″ ouest |                |                                            |                                   | Église Saint-Nicolas de Labenne |
| Église Sainte-Thérèse de Labenne-Océan                                      | Labenne                  |                                 | 43° 36′ 23″ nord, 1° 27′ 57″ ouest |                |                                            |                                   | Église Sainte-Thérèse de Labenne-Océan |
| Église Saint-Jacques de Labouheyre                                          | Labouheyre               | rue Pierre-et-Marie-Curie       | 44° 12′ 50″ nord, 0° 55′ 11″ ouest |                |                                            |                                   | Église Saint-Jacques de Labouheyre |
| Église Saint-Médard de Labrit                                               | Labrit                   | place de l'Église               | 44° 06′ 15″ nord, 0° 32′ 37″ ouest |                |                                            |                                   | Église Saint-Médard de Labrit |
| Église Saint-Michel de Lacajunte                                            | Lacajunte                | route du Bourg                  | 43° 35′ 34″ nord, 0° 25′ 29″ ouest |                |                                            |                                   | Église Saint-Michel de Lacajunte |
| Église Saint-Aignan de Lacquy                                               | Lacquy                   |                                 | 43° 57′ 05″ nord, 0° 16′ 25″ ouest |                |                                            |                                   | Église Saint-Aignan de Lacquy |
| Église Saint-Loup de Lacrabe                                                | Lacrabe                  |                                 | 43° 36′ 53″ nord, 0° 35′ 31″ ouest |                |                                            |                                   | Église Saint-Loup de Lacrabe |
| Église Notre-Dame de Laglorieuse                                            | Laglorieuse              |                                 | 43° 52′ 02″ nord, 0° 24′ 17″ ouest |                |                                            |                                   | Église Notre-Dame de Laglorieuse |
| Église Saint-Pierre de Lagrange                                             | Lagrange                 | route de l'Église               | 43° 58′ 22″ nord, 0° 06′ 00″ ouest | « PA40000007 » | Inscrit MH                                 | 23 décembre 1996                  | Église Saint-Pierre de Lagrange |
| Église Saint-Jean-Baptiste de Lahosse                                       | Lahosse                  |                                 | 43° 42′ 46″ nord, 0° 48′ 02″ ouest |                |                                            |                                   | Église Saint-Jean-Baptiste de Lahosse |
| Église Saint-Jean-Baptiste de Laluque                                       | Laluque                  | av. Saint-Jean                  | 43° 51′ 16″ nord, 0° 59′ 37″ ouest |                |                                            |                                   | Église Saint-Jean-Baptiste de Laluque |
| Église Saint-Hippolyte de Lamothe                                           | Lamothe                  | route du Prince                 | 43° 47′ 30″ nord, 0° 39′ 18″ ouest |                |                                            |                                   | Église Saint-Hippolyte de Lamothe |
| Église Saint-Jean-Baptiste de Larbey                                        | Larbey                   |                                 | 43° 42′ 12″ nord, 0° 43′ 05″ ouest | « PA00083962 » | Inscrit MH                                 | 28 septembre 1970                 | Église Saint-Jean-Baptiste de Larbey |
| Église Saint-Savin de Larrivière                                            | Larrivière-Saint-Savin   | av. des Arènes                  | 43° 46′ 07″ nord, 0° 25′ 35″ ouest |                |                                            |                                   | Église Saint-Savin de Larrivière |
| Chapelle Notre-Dame-du-Rugby                                                | Larrivière-Saint-Savin   | route de la Chapelle            | 43° 45′ 57″ nord, 0° 25′ 15″ ouest |                |                                            |                                   | Chapelle Notre-Dame-du-Rugby |
| Église Notre-Dame de Latrille                                               | Latrille                 | route de Saint-Agnet            | 43° 37′ 39″ nord, 0° 17′ 19″ ouest |                |                                            |                                   | Église Notre-Dame de Latrille |
| Église Saint-Jacques de Laurède                                             | Laurède                  | rue des Arènes                  | 43° 45′ 22″ nord, 0° 47′ 23″ ouest | « PA40000056 » | Inscrit MH                                 | 3 décembre 2004                   | Église Saint-Jacques de Laurède |
| Église Saint-Jean-Baptiste de Lauret                                        | Lauret                   |                                 | 43° 33′ 43″ nord, 0° 20′ 34″ ouest |                |                                            |                                   | Église Saint-Jean-Baptiste de Lauret |
| Église Saint-Pierre du Frêche (vestiges, clocher)                           | Le Frêche                | rue du Bourg                    | 43° 55′ 56″ nord, 0° 14′ 27″ ouest |                |                                            |                                   | Église Saint-Pierre du Frêche (vestiges, clocher) |
| Église Saint-Vidou du Frêche                                                | Le Frêche                | route du Château                | 43° 54′ 57″ nord, 0° 14′ 21″ ouest |                |                                            |                                   | Église Saint-Vidou du Frêche |
| Église Notre-Dame du Leuy                                                   | Le Leuy                  | route de l'École                | 43° 49′ 15″ nord, 0° 39′ 14″ ouest |                |                                            |                                   | Église Notre-Dame du Leuy |
| Église Notre-Dame du Mont-Carmel du Sen                                     | Le Sen                   |                                 | 44° 07′ 34″ nord, 0° 30′ 04″ ouest |                |                                            |                                   | Église Notre-Dame du Mont-Carmel du Sen |
| Église Notre-Dame-de-l'Assomption du Vignau                                 | Le Vignau                | av. de Chalampé                 | 43° 46′ 39″ nord, 0° 17′ 30″ ouest |                |                                            |                                   | Église Notre-Dame-de-l'Assomption du Vignau |
| Église Saint-Jean-l'Évangéliste de Lencouacq                                | Lencouacq                | place du Corps-Franc-Pommiès    | 44° 06′ 01″ nord, 0° 24′ 19″ ouest |                |                                            |                                   | Église Saint-Jean-l'Évangéliste de Lencouacq |
| Église Saint-Saturnin de Léon                                               | Léon                     | Grand-Rue                       | 43° 52′ 32″ nord, 1° 18′ 09″ ouest |                |                                            |                                   | Église Saint-Saturnin de Léon |
| Église Saint-Pierre de Lesgor                                               | Lesgor                   |                                 | 43° 51′ 10″ nord, 0° 53′ 57″ ouest | « PA00083965 » | Inscrit MH                                 | 28 septembre 1970                 | Église Saint-Pierre de Lesgor |
| Église Saint-Hilaire de Lesperon                                            | Lesperon                 | rue de l'Église                 | 43° 58′ 10″ nord, 1° 05′ 36″ ouest | « PA00083966 » | Inscrit MH                                 | 5 octobre 1970                    | Église Saint-Hilaire de Lesperon |
| Église Saint-Martin de Lévignacq                                            | Lévignacq                |                                 | 44° 00′ 16″ nord, 1° 10′ 05″ ouest | « PA00083967 » | Classé MH                                  | 4 octobre 2001                    | Église Saint-Martin de Lévignacq |
| Église Saint-Martin de Linxe                                                | Linxe                    | place de l'Église               | 43° 55′ 13″ nord, 1° 14′ 44″ ouest |                |                                            |                                   | Église Saint-Martin de Linxe |
| Église Saint-Pierre de Liposthey                                            | Liposthey                |                                 | 44° 19′ 09″ nord, 0° 52′ 39″ ouest |                |                                            |                                   | Église Saint-Pierre de Liposthey |
| Église Notre-Dame de Lit                                                    | Lit-et-Mixe              |                                 | 44° 02′ 00″ nord, 1° 15′ 30″ ouest |                |                                            |                                   | Église Notre-Dame de Lit |
| Église Saint-Vincent de Mixe                                                | Lit-et-Mixe              | route des Lacs                  | 43° 59′ 04″ nord, 1° 16′ 29″ ouest |                |                                            |                                   | Église Saint-Vincent de Mixe |
| Église Notre-Dame de Losse                                                  | Losse                    |                                 | 44° 06′ 32″ nord, 0° 06′ 08″ ouest |                |                                            |                                   | Image manquante Téléverser |
| Église Saint-Martin d'Estampon                                              | Losse                    |                                 | 44° 04′ 13″ nord, 0° 04′ 57″ ouest |                | Site inscrit                               | 22 avril 1983                     | Église Saint-Martin d'Estampon |
| Église Saint-Georges de Lussolle                                            | Losse                    |                                 | 44° 05′ 46″ nord, 0° 09′ 23″ ouest |                | Site inscrit                               | 22 avril 1983                     | Église Saint-Georges de Lussolle |
| Église Saint-Laurent de Louer                                               | Louer                    | chemin du Guis                  | 43° 45′ 21″ nord, 0° 53′ 31″ ouest |                |                                            |                                   | Église Saint-Laurent de Louer |
| Église Saint-Martin de Lourquen                                             | Lourquen                 | route de Mugron                 | 43° 43′ 57″ nord, 0° 47′ 14″ ouest |                |                                            |                                   | Image manquante Téléverser |
| Église Saint-Pierre de Lubbon                                               | Lubbon                   |                                 | 44° 06′ 15″ nord, 0° 01′ 42″ ouest |                |                                            |                                   | Église Saint-Pierre de Lubbon |
| Église Sainte-Quitterie de Lucbardez-et-Bargues                             | Lucbardez-et-Bargues     |                                 | 43° 58′ 13″ nord, 0° 24′ 14″ ouest |                |                                            |                                   | Église Sainte-Quitterie de Lucbardez-et-Bargues |
| Église Saint-Pierre-et-Saint-Michel de Lüe                                  | Lüe                      |                                 | 44° 13′ 46″ nord, 0° 59′ 09″ ouest |                |                                            |                                   | Église Saint-Pierre-et-Saint-Michel de Lüe |
| Église Saint-Laurent-et-Saint-Girons de Luglon                              | Luglon                   | route de Menon                  | 44° 05′ 02″ nord, 0° 43′ 05″ ouest |                |                                            |                                   | Église Saint-Laurent-et-Saint-Girons de Luglon |
| Église Saint-Jean-Baptiste de Lussagnet                                     | Lussagnet                | place Catherine-de-Médicis      | 43° 46′ 30″ nord, 0° 14′ 03″ ouest |                |                                            |                                   | Église Saint-Jean-Baptiste de Lussagnet |
| Église Saint-Jean-Baptiste de Luxey                                         | Luxey                    | place Saint-Roch                | 44° 15′ 49″ nord, 0° 31′ 06″ ouest | « IA40001380 » |                                            |                                   | Église Saint-Jean-Baptiste de Luxey |
| Église Notre-Dame de Magescq                                                | Magescq                  | place de l'Église               | 43° 46′ 52″ nord, 1° 12′ 58″ ouest | « PA00083968 » | Inscrit MH                                 | 13 février 1969                   | Église Notre-Dame de Magescq |
| Église Notre-Dame de Maillas                                                | Maillas                  |                                 | 44° 14′ 52″ nord, 0° 11′ 38″ ouest |                |                                            |                                   | Image manquante Téléverser |
| Église Sainte-Quitterie de Maillères                                        | Maillères                |                                 | 44° 01′ 47″ nord, 0° 26′ 29″ ouest |                |                                            |                                   | Église Sainte-Quitterie de Maillères |
| Église Notre-Dame-et-Saint-Antoine de Mano                                  | Mano                     |                                 | 44° 25′ 05″ nord, 0° 40′ 17″ ouest |                |                                            |                                   | Église Notre-Dame-et-Saint-Antoine de Mano |
| Église Saint-Fabien-et-Saint-Sébastien de Mant                              | Mant                     | le Bourg                        | 43° 35′ 09″ nord, 0° 30′ 33″ ouest |                |                                            |                                   | Église Saint-Fabien-et-Saint-Sébastien de Mant |
| Église abbatiale Notre-Dame de Pontaut (vestige)                            | Mant                     |                                 | 43° 35′ 14″ nord, 0° 32′ 04″ ouest |                |                                            |                                   | Église abbatiale Notre-Dame de Pontaut (vestige) |
| Église Saint-Vincent de Marpaps                                             | Marpaps                  | route de Bonnegarde             | 43° 34′ 13″ nord, 0° 41′ 06″ ouest |                |                                            |                                   | Église Saint-Vincent de Marpaps |
| Église Saint-Laurent de Mauries                                             | Mauries                  |                                 | 43° 37′ 06″ nord, 0° 19′ 59″ ouest |                |                                            |                                   | Église Saint-Laurent de Mauries |
| Église Notre-Dame-de-l'Assomption de Maurrin                                | Maurrin                  | route du Stade                  | 43° 49′ 35″ nord, 0° 22′ 20″ ouest |                |                                            |                                   | Église Notre-Dame-de-l'Assomption de Maurrin |
| Église Notre-Dame de Mauvezin-d'Armagnac                                    | Mauvezin-d'Armagnac      |                                 | 43° 57′ 12″ nord, 0° 07′ 14″ ouest |                |                                            |                                   | Église Notre-Dame de Mauvezin-d'Armagnac |
| Église abbatiale Notre-Dame de Maylis                                       | Maylis                   | av. de la Chalosse              | 43° 41′ 44″ nord, 0° 40′ 44″ ouest |                |                                            |                                   | Église abbatiale Notre-Dame de Maylis |
| Ancienne église Notre-Dame de Maylis                                        | Maylis                   |                                 | 43° 41′ 47″ nord, 0° 40′ 50″ ouest | « PA00083969 » | Inscrit MH                                 | 2 novembre 1976                   | Ancienne église Notre-Dame de Maylis |
| Église Notre-Dame-de-l'Assomption de Beaussiet                              | Mazerolles               |                                 | 43° 53′ 32″ nord, 0° 25′ 44″ ouest | « PA00083970 » | Inscrit MH                                 | 16 décembre 1982                  | Église Notre-Dame-de-l'Assomption de Beaussiet |
| Église Sainte-Quitterie de Mazerolles                                       | Mazerolles               | av. du Marsan                   | 43° 52′ 30″ nord, 0° 26′ 14″ ouest |                |                                            |                                   | Image manquante Téléverser |
| Église Saint-Jean-Baptiste de Mées                                          | Mées                     | Avenue Emile Despax             | 43° 42′ 07″ nord, 1° 06′ 34″ ouest |                |                                            |                                   | Image manquante Téléverser |
| Église Saint-Barthélemy de Meilhan                                          | Meilhan                  |                                 | 43° 51′ 50″ nord, 0° 42′ 30″ ouest |                |                                            |                                   | Église Saint-Barthélemy de Meilhan |
| Église Saint-Vincent de Ronsacq de Meilhan                                  | Meilhan                  |                                 | 43° 50′ 52″ nord, 0° 40′ 19″ ouest |                |                                            |                                   | Église Saint-Vincent de Ronsacq de Meilhan |
| Église Saint-Clément de Messanges                                           | Messanges                | av. de la Plage                 | 43° 48′ 58″ nord, 1° 22′ 46″ ouest |                |                                            |                                   | Église Saint-Clément de Messanges |
| Église Saint-Jean-Baptiste de Mézos                                         | Mézos                    | av. de l'Océan                  | 44° 04′ 36″ nord, 1° 10′ 04″ ouest | « PA00083971 » | Inscrit MH                                 | 13 février 1969                   | Église Saint-Jean-Baptiste de Mézos |
| Chapelle Saint-Pierre de Mézos (ruine, gravats)                             | Mézos                    |                                 | 44° 03′ 08″ nord, 1° 07′ 01″ ouest |                |                                            |                                   | Chapelle Saint-Pierre de Mézos (ruine, gravats) |
| Église Saint-Jean-Baptiste de Mimbaste                                      | Mimbaste                 | place de l'Église               | 43° 38′ 53″ nord, 0° 58′ 24″ ouest |                |                                            |                                   | Image manquante Téléverser |
| Clocher-porche de Mimizan (ancienne église prieurale Notre-Dame de Mimizan) | Mimizan                  | rue de l'Abbaye                 | 44° 12′ 14″ nord, 1° 14′ 10″ ouest | « PA00083973 » | Classé MH                                  | 1er mars 1990                     | Clocher-porche de Mimizan (ancienne église prieurale Notre-Dame de Mimizan) |
| Église Notre-Dame-de-l'Assomption                                           | Mimizan                  | av. de Bayonne                  | 44° 12′ 08″ nord, 1° 13′ 44″ ouest |                |                                            |                                   | Église Notre-Dame-de-l'Assomption |
| Église Notre-Dame des Dunes                                                 | Mimizan                  | av. Maurice-Martin              | 44° 12′ 45″ nord, 1° 17′ 32″ ouest |                |                                            |                                   | Église Notre-Dame des Dunes |
| Ancienne chapelle à la mer                                                  | Mimizan                  | rue de la Chapelle              | 44° 12′ 56″ nord, 1° 17′ 41″ ouest |                |                                            |                                   | Ancienne chapelle à la mer |
| Église Saint-Jacques de Sensacq                                             | Miramont-Sensacq         |                                 | 43° 35′ 00″ nord, 0° 20′ 56″ ouest | « PA40000017 » | Inscrit MH                                 | 17 février 1997                   | Église Saint-Jacques de Sensacq |
| Église Saint-Martin de Miramont                                             | Miramont-Sensacq         |                                 | 43° 35′ 46″ nord, 0° 19′ 40″ ouest |                |                                            |                                   | Église Saint-Martin de Miramont |
| Église Saint-Jean-Baptiste de Misson                                        | Misson                   | route de Labatut                | 43° 35′ 15″ nord, 0° 57′ 41″ ouest |                |                                            |                                   | Image manquante Téléverser |
| Église Notre-Dame de Moliets                                                | Moliets-et-Maâ           | rue du Général-Caunègre         | 43° 50′ 57″ nord, 1° 21′ 32″ ouest |                |                                            |                                   | Église Notre-Dame de Moliets |
| Église Saint-Fabien-Saint-Sébastien-et-Saint-Laurent de Maâ                 | Moliets-et-Maâ           | rue des Templiers               | 43° 51′ 53″ nord, 1° 20′ 40″ ouest |                |                                            |                                   | Église Saint-Fabien-Saint-Sébastien-et-Saint-Laurent de Maâ |
| Église Saint-Martin de Momuy                                                | Momuy                    | route du Bourg                  | 43° 36′ 49″ nord, 0° 38′ 13″ ouest |                |                                            |                                   | Église Saint-Martin de Momuy |
| Église Saint-Pierre de Cazalon (disparue)                                   | Momuy                    |                                 | 43° 36′ 32″ nord, 0° 37′ 23″ ouest |                |                                            |                                   | Église Saint-Pierre de Cazalon (disparue) |
| Église Saint-Jacques de Monget                                              | Monget                   |                                 | 43° 33′ 59″ nord, 0° 31′ 12″ ouest |                |                                            |                                   | Église Saint-Jacques de Monget |
| Église Saint-Laurent de Monségur                                            | Monségur                 | Route des Pyrénées              | 43° 36′ 13″ nord, 0° 32′ 29″ ouest |                |                                            |                                   | Église Saint-Laurent de Monségur |
| Chapelle Notre-Dame d'Agès                                                  | Monségur                 |                                 | 43° 38′ 26″ nord, 0° 33′ 18″ ouest |                |                                            |                                   | Chapelle Notre-Dame d'Agès |
| Église de la Madeleine                                                      | Mont-de-Marsan           | rue Victor-Hugo                 | 43° 53′ 34″ nord, 0° 30′ 03″ ouest | « PA00083976 » | Inscrit MH                                 | 29 octobre 1975                   | Église de la Madeleine |
| Ancienne chapelle romane de Mont-de-Marsan                                  | Mont-de-Marsan           | place Marguerite-de-Navarre     | 43° 53′ 33″ nord, 0° 29′ 57″ ouest | « PA00083974 » | Inscrit MH                                 | 22 juillet 1942                   | Ancienne chapelle romane de Mont-de-Marsan |
| Église Saint-Vincent-de-Paul de Mont-de-Marsan                              | Mont-de-Marsan           | avenue de Canenx                | 43° 54′ 05″ nord, 0° 29′ 00″ ouest | « PA40000065 » | Inscrit MH                                 | 27 novembre 2007                  | Église Saint-Vincent-de-Paul de Mont-de-Marsan |
| Église Saint-Médard-de-Beausse                                              | Mont-de-Marsan           | Av. Jean-Dupouy                 | 43° 53′ 23″ nord, 0° 28′ 00″ ouest |                |                                            |                                   | Église Saint-Médard-de-Beausse |
| Chapelle du Bon Pasteur de l’Hôpital Lesbazeilles                           | Mont-de-Marsan           | 4bis, rue Augustin Lesbazeilles | 43° 53′ 26″ nord, 0° 29′ 57″ ouest |                |                                            |                                   | Chapelle du Bon Pasteur de l’Hôpital Lesbazeilles |
| Église Saint-Jean-d'Août de Mont-de-Marsan                                  | Mont-de-Marsan           | boulevard d'Haussez             | 43° 53′ 35″ nord, 0° 30′ 30″ ouest |                |                                            |                                   | Église Saint-Jean-d'Août de Mont-de-Marsan |
| Église Saint-Pierre de Brocas                                               | Montaut                  | route de Doazit                 | 43° 43′ 07″ nord, 0° 40′ 21″ ouest | « PA00083985 » | Classé MH                                  | 21 février 1934                   | Église Saint-Pierre de Brocas |
| Église Sainte-Catherine de Montaut                                          | Montaut                  | rue des Anciens-Combattants     | 43° 44′ 26″ nord, 0° 39′ 34″ ouest | « PA00083984 » | Inscrit MH                                 | 5 octobre 1970                    | Église Sainte-Catherine de Montaut |
| Église Saint-Vincent d'Arcet                                                | Montaut                  | chemin d'Arcet                  | 43° 44′ 23″ nord, 0° 38′ 34″ ouest |                |                                            |                                   | Église Saint-Vincent d'Arcet |
| Église Saint-Laurent de Montégut                                            | Montégut                 | rue de l'Église                 | 43° 52′ 31″ nord, 0° 11′ 55″ ouest | « PA40000037 » | Inscrit MH                                 | 5 novembre 2001                   | Église Saint-Laurent de Montégut |
| Église Saint-Pierre de Montfort-en-Chalosse                                 | Montfort-en-Chalosse     | chemin de la Mariolle           | 43° 42′ 24″ nord, 0° 50′ 21″ ouest | « PA00083986 » | Inscrit MH                                 | 9 octobre 1970                    | Église Saint-Pierre de Montfort-en-Chalosse |
| Église Saint-Gilles de Montgaillard                                         | Montgaillard             | rue de Saint-Gilles             | 43° 44′ 34″ nord, 0° 29′ 09″ ouest |                |                                            |                                   | Église Saint-Gilles de Montgaillard |
| Ancienne église Saint-Gilles de Montgaillard                                | Montgaillard             | cimetière de Montgaillard       | 43° 44′ 38″ nord, 0° 28′ 33″ ouest |                |                                            |                                   | Ancienne église Saint-Gilles de Montgaillard |
| Église Sainte-Madeleine de Bahus-Juzanx                                     | Montsoué                 | chemin de Sarraziet             | 43° 43′ 19″ nord, 0° 28′ 50″ ouest |                |                                            |                                   | Église Sainte-Madeleine de Bahus-Juzanx |
| Église Saint-Laurent de Boulin                                              | Montsoué                 | route d'Hagetmau                | 43° 43′ 43″ nord, 0° 30′ 35″ ouest |                |                                            |                                   | Église Saint-Laurent de Boulin |
| Église Saint-Pierre de Morcenx                                              | Morcenx                  | route de Lauques                | 44° 00′ 23″ nord, 0° 53′ 31″ ouest |                |                                            |                                   | Église Saint-Pierre de Morcenx |
| Église Saint-Vincent-de-Paul de Morcenx-Gare                                | Morcenx                  | place Jean-Jaurès               | 44° 01′ 59″ nord, 0° 54′ 48″ ouest |                |                                            |                                   | Église Saint-Vincent-de-Paul de Morcenx-Gare |
| Église Sainte-Eugénie de Morganx                                            | Morganx                  |                                 | 43° 36′ 23″ nord, 0° 34′ 15″ ouest |                |                                            |                                   | Église Sainte-Eugénie de Morganx |
| Église Saint-Barthélemy de Mouscardès                                       | Mouscardès               | route de l'Arreyaou             | 43° 34′ 54″ nord, 0° 52′ 46″ ouest |                |                                            |                                   | Église Saint-Barthélemy de Mouscardès |
| Église Saint-Pierre-ès-Liens de Biganon                                     | Moustey                  |                                 | 44° 24′ 45″ nord, 0° 45′ 15″ ouest | « PA40000018 » | Inscrit MH                                 | 17 janvier 1997                   | Église Saint-Pierre-ès-Liens de Biganon |
| Église Saint-Martin de Moustey                                              | Moustey                  |                                 | 44° 21′ 37″ nord, 0° 45′ 38″ ouest | « PA00083988 » | Inscrit MH                                 | 18 juin 1973                      | Église Saint-Martin de Moustey |
| Ancienne église Notre-Dame de Moustey                                       | Moustey                  |                                 | 44° 21′ 36″ nord, 0° 45′ 40″ ouest | « PA00083987 » | Inscrit MH                                 | 4 juillet 1973                    | Ancienne église Notre-Dame de Moustey |
| Église Saint-Laurent de Mugron                                              | Mugron                   | place Frédéric-Bastiat          | 43° 45′ 02″ nord, 0° 44′ 56″ ouest |                |                                            |                                   | Église Saint-Laurent de Mugron |
| Chapelle Sépulcrale du cimetière de Mugron                                  | Mugron                   | cimetière                       | 43° 44′ 48″ nord, 0° 45′ 09″ ouest |                |                                            |                                   | Chapelle Sépulcrale du cimetière de Mugron |
| Église Saint-Étienne de Narrosse                                            | Narrosse                 | rue des Écoles                  | 43° 42′ 10″ nord, 1° 00′ 30″ ouest |                |                                            |                                   | Image manquante Téléverser |
| Église Sainte-Agathe de Nassiet                                             | Nassiet                  | route d'Amou                    | 43° 36′ 00″ nord, 0° 40′ 45″ ouest |                |                                            |                                   | Église Sainte-Agathe de Nassiet |
| Église Saint-Pierre de Nerbis                                               | Nerbis                   |                                 | 43° 45′ 14″ nord, 0° 44′ 09″ ouest | « PA00083989 » | Classé MH                                  | 26 septembre 2003                 | Église Saint-Pierre de Nerbis |
| Église Saint-Étienne de Nousse                                              | Nousse                   |                                 | 43° 43′ 05″ nord, 0° 49′ 13″ ouest |                |                                            |                                   | Église Saint-Étienne de Nousse |
| Église Notre-Dame d'Oeyregave                                               | Oeyregave                | rue de l'Église                 | 43° 32′ 05″ nord, 1° 05′ 54″ ouest |                |                                            |                                   | Église Notre-Dame d'Oeyregave |
| Église Saint-Pierre d'Oeyreluy                                              | Oeyreluy                 | rue du Bourg                    | 43° 40′ 20″ nord, 1° 04′ 46″ ouest | « PA00083991 » | Inscrit MH                                 | 2 décembre 1926                   | Église Saint-Pierre d'Oeyreluy |
| Église Notre-Dame d'Onard                                                   | Onard                    | route de Bidon                  | 43° 46′ 47″ nord, 0° 50′ 16″ ouest |                |                                            |                                   | Église Notre-Dame d'Onard |
| Église Saint-Pierre d'Ondres                                                | Ondres                   | place de l'Église               | 43° 33′ 40″ nord, 1° 26′ 51″ ouest |                |                                            |                                   | Église Saint-Pierre d'Ondres |
| Église Saint-Jean-Baptiste d'Onesse                                         | Onesse-Laharie           | route de Mimizan                | 44° 03′ 45″ nord, 1° 04′ 15″ ouest |                |                                            |                                   | Église Saint-Jean-Baptiste d'Onesse |
| Église Saint-Maurice de Laharie                                             | Onesse-Laharie           | route de Mont-de-Marsan         | 44° 02′ 54″ nord, 1° 00′ 18″ ouest |                |                                            |                                   | Image manquante Téléverser |
| Église Saint-Pierre d'Orist                                                 | Orist                    | route du Haou                   | 43° 38′ 26″ nord, 1° 10′ 38″ ouest |                |                                            |                                   | Église Saint-Pierre d'Orist |
| Église Saint-Pierre d'Orthevielle                                           | Orthevielle              |                                 | 43° 33′ 04″ nord, 1° 08′ 49″ ouest |                |                                            |                                   | Église Saint-Pierre d'Orthevielle |
| Église Saint-Martin d'Orx                                                   | Orx                      | place de l'Église               | 43° 36′ 11″ nord, 1° 22′ 10″ ouest | « PA00083992 » | Inscrit MH                                 | 31 janvier 1972                   | Église Saint-Martin d'Orx |
| Église Sainte-Madeleine d'Ossages                                           | Ossages                  | route du Bourg                  | 43° 33′ 29″ nord, 0° 52′ 48″ ouest |                |                                            |                                   | Église Sainte-Madeleine d'Ossages |
| Église Saint-Jean-Baptiste de Suzan                                         | Ousse-Suzan              | route de Suzan                  | 43° 56′ 51″ nord, 0° 43′ 32″ ouest | « PA00135180 » | Inscrit MH                                 | 27 décembre 1996                  | Église Saint-Jean-Baptiste de Suzan |
| Église Saint-Blaise d'Ousse                                                 | Ousse-Suzan              |                                 | 43° 57′ 25″ nord, 0° 45′ 41″ ouest |                |                                            |                                   | Église Saint-Blaise d'Ousse |
| Église Saint-Martin d'Ozourt                                                | Ozourt                   | av. de la Chalosse              | 43° 39′ 48″ nord, 0° 52′ 33″ ouest |                |                                            |                                   | Église Saint-Martin d'Ozourt |
| Église Saint-Pierre de Parentis-en-Born                                     | Parentis-en-Born         | place du Général-De-Gaulle      | 44° 20′ 56″ nord, 1° 04′ 20″ ouest |                |                                            |                                   | Église Saint-Pierre de Parentis-en-Born |
| Église Notre-Dame de Mauras (ruines)                                        | Parleboscq               |                                 | 43° 54′ 56″ nord, 0° 04′ 28″ est   | « PA40000026 » | Inscrit MH                                 | 6 janvier 1998                    | Image manquante Téléverser |
| Église Saint-Martin d'Espérous                                              | Parleboscq               |                                 | 43° 58′ 08″ nord, 0° 02′ 28″ est   | « PA40000025 » | Inscrit MH                                 | 13 janvier 1998                   | Église Saint-Martin d'Espérous |
| Église Saint-André de Bouau                                                 | Parleboscq               |                                 | 43° 55′ 48″ nord, 0° 03′ 52″ est   | « PA40000024 » | Inscrit MH                                 | 6 janvier 1998                    | Image manquante Téléverser |
| Église Notre-Dame de Sarran                                                 | Parleboscq               |                                 | 43° 56′ 46″ nord, 0° 02′ 18″ est   | « PA00083994 » | Inscrit MH                                 | 5 juin 1973                       | Église Notre-Dame de Sarran |
| Église de Saint-Cricq                                                       | Parleboscq               |                                 | 43° 56′ 29″ nord, 0° 00′ 24″ est   | « PA00083993 » | Inscrit MH                                 | 2 juillet 1973                    | Image manquante Téléverser |
| Église Saint-Michel de Laballe                                              | Parleboscq               |                                 | 43° 55′ 16″ nord, 0° 00′ 48″ est   |                |                                            |                                   | Image manquante Téléverser |
| Église Saint-Jean-Baptiste de Mura                                          | Parleboscq               |                                 | 43° 55′ 44″ nord, 0° 02′ 42″ est   |                |                                            |                                   | Image manquante Téléverser |
| Église Notre-Dame de Payros (vestiges)                                      | Payros-Cazautets         |                                 | 43° 37′ 54″ nord, 0° 24′ 07″ ouest |                |                                            |                                   | Église Notre-Dame de Payros (vestiges) |
| Nouvelle église Notre-Dame de Payros                                        | Payros-Cazautets         |                                 | 43° 37′ 33″ nord, 0° 23′ 21″ ouest |                |                                            |                                   | Nouvelle église Notre-Dame de Payros |
| Église Saint-Laurent de Pécorade                                            | Pécorade                 | route de l'Église               | 43° 39′ 28″ nord, 0° 22′ 31″ ouest |                |                                            |                                   | Église Saint-Laurent de Pécorade |
| Église Saint-Martin-de-Gaube                                                | Perquie                  |                                 | 43° 51′ 25″ nord, 0° 13′ 45″ ouest | « PA40000046 » | Inscrit MH                                 | 14 mars 2003                      | Église Saint-Martin-de-Gaube |
| Église Saint-Pierre-ès-liens de Lusson                                      | Perquie                  |                                 | 43° 51′ 54″ nord, 0° 17′ 12″ ouest |                |                                            |                                   | Image manquante Téléverser |
| Église Saint-Saturnin de Pey                                                | Pey                      | route de la Croix-Blanche       | 43° 37′ 50″ nord, 1° 12′ 06″ ouest |                |                                            |                                   | Église Saint-Saturnin de Pey |
| Église Notre-Dame-de-l’Assomption de Peyre                                  | Peyre                    |                                 | 43° 34′ 06″ nord, 0° 32′ 54″ ouest |                |                                            |                                   | Église Notre-Dame-de-l’Assomption de Peyre |
| Chapelle Saint-Jean-Baptiste de Sendets (ruine)                             | Peyre                    |                                 | 43° 34′ 49″ nord, 0° 33′ 30″ ouest |                |                                            |                                   | Chapelle Saint-Jean-Baptiste de Sendets (ruine) |
| Église Saint-Martin de Peyrehorade                                          | Peyrehorade              | place Aristide-Briand           | 43° 32′ 44″ nord, 1° 06′ 15″ ouest |                |                                            |                                   | Église Saint-Martin de Peyrehorade |
| Église Saint-Étienne de Philondenx                                          | Philondenx               |                                 | 43° 33′ 49″ nord, 0° 26′ 39″ ouest |                |                                            |                                   | Église Saint-Étienne de Philondenx |
| Collégiale Saint-Barthélemy de Pimbo                                        | Pimbo                    |                                 | 43° 34′ 30″ nord, 0° 22′ 32″ ouest | « PA00083998 » | Inscrit MH                                 | 6 janvier 1998                    | Collégiale Saint-Barthélemy de Pimbo |
| Église Saint-Pierre de Pissos                                               | Pissos                   | place de l'Église               | 44° 18′ 29″ nord, 0° 46′ 37″ ouest |                |                                            |                                   | Église Saint-Pierre de Pissos |
| Église Saint-Jean-Baptiste de Richet                                        | Pissos                   | chemin de Saint-Jean            | 44° 20′ 24″ nord, 0° 45′ 07″ ouest | « PA00084002 » | Inscrit MH                                 | 26 juin 1968                      | Église Saint-Jean-Baptiste de Richet |
| Église Notre-Dame de Pomarez                                                | Pomarez                  | place de l'Église               | 43° 37′ 46″ nord, 0° 49′ 52″ ouest |                |                                            |                                   | Église Notre-Dame de Pomarez |
| Église Saint-Martin de Pontenx-les-Forges                                   | Pontenx-les-Forges       | av. de Mimizan                  | 44° 14′ 31″ nord, 1° 07′ 16″ ouest |                |                                            |                                   | Église Saint-Martin de Pontenx-les-Forges |
| Chapelle Saint-Jean-Baptiste de Bouricos                                    | Pontenx-les-Forges       |                                 | 44° 14′ 05″ nord, 1° 04′ 18″ ouest |                |                                            |                                   | Chapelle Saint-Jean-Baptiste de Bouricos |
| Église Sainte-Eugénie de Pontonx-sur-l'Adour                                | Pontonx-sur-l'Adour      | rue de Lesbordes                | 43° 47′ 20″ nord, 0° 55′ 32″ ouest |                |                                            |                                   | Église Sainte-Eugénie de Pontonx-sur-l'Adour |
| Église Saint-Caprais de Pontonx-sur-l'Adour (vestiges au XVIIIe siècle)     | Pontonx-sur-l'Adour      |                                 | à géolocaliser                     |                |                                            |                                   | Image manquante Téléverser |
| Église Sainte-Madeleine de Port-de-Lanne                                    | Port-de-Lanne            | allée des Sports                | 43° 33′ 57″ nord, 1° 10′ 40″ ouest | « PA00083999 » | Inscrit MH                                 | 6 octobre 1976                    | Église Sainte-Madeleine de Port-de-Lanne |
| Église Saint-Jean-Baptiste de Poudenx                                       | Poudenx                  | route d'Hagetmau                | 43° 34′ 46″ nord, 0° 34′ 58″ ouest |                |                                            |                                   | Église Saint-Jean-Baptiste de Poudenx |
| Église Saint-Martin de Pouillon                                             | Pouillon                 | Église (place de l')            | 43° 36′ 19″ nord, 0° 59′ 48″ ouest | « PA40000008 » | Inscrit MH                                 | 23 décembre 1996                  | Église Saint-Martin de Pouillon |
| Chapelle des Sacrés-Cœurs-de-la-Sainte-Famille de Benarrucq                 | Pouillon                 | Impasse de la Chapelle          | 43° 37′ 12″ nord, 1° 01′ 09″ ouest |                |                                            |                                   | Image manquante Téléverser |
| Église Sainte-Catherine de Pouydesseaux                                     | Pouydesseaux             | av. de l'Église                 | 43° 58′ 06″ nord, 0° 19′ 44″ ouest |                |                                            |                                   | Église Sainte-Catherine de Pouydesseaux |
| Église de Carro (ruine)                                                     | Pouydesseaux             |                                 | 44° 00′ 24″ nord, 0° 23′ 45″ ouest |                |                                            |                                   | Image manquante Téléverser |
| Église Saint-Laurent de Corbleu                                             | Pouydesseaux             |                                 | 43° 59′ 41″ nord, 0° 21′ 17″ ouest |                |                                            |                                   | Église Saint-Laurent de Corbleu |
| Église Saint-Barthélemy de Poyanne                                          | Poyanne                  | place Gratien-de-Lerm           | 43° 45′ 22″ nord, 0° 48′ 55″ ouest |                |                                            |                                   | Église Saint-Barthélemy de Poyanne |
| Église Saint-Barthélemy de Poyartin                                         | Poyartin                 | route d'Ozourt                  | 43° 41′ 09″ nord, 0° 52′ 02″ ouest | « PA40000027 » | Inscrit MH                                 | 13 janvier 1998                   | Église Saint-Barthélemy de Poyartin |
| Église Saint-Jean-Baptiste de Préchacq-les-Bains                            | Préchacq-les-Bains       | route de l'Église               | 43° 44′ 54″ nord, 0° 55′ 41″ ouest |                |                                            |                                   | Église Saint-Jean-Baptiste de Préchacq-les-Bains |
| Église Saint-Martin de Pujo                                                 | Pujo-le-Plan             | av. du Bourg                    | 43° 51′ 47″ nord, 0° 20′ 01″ ouest |                |                                            |                                   | Église Saint-Martin de Pujo |
| Église Saint-Jean-Baptiste du Plan                                          | Pujo-le-Plan             | rue de l'Église                 | 43° 51′ 21″ nord, 0° 19′ 51″ ouest |                |                                            |                                   | Église Saint-Jean-Baptiste du Plan |
| Église Saint-Simon-et-Saint-Jude de Puyol                                   | Puyol-Cazalet            |                                 | 43° 36′ 17″ nord, 0° 24′ 26″ ouest |                |                                            |                                   | Église Saint-Simon-et-Saint-Jude de Puyol |
| Église Saint-Pierre de Renung                                               | Renung                   | place de l'Église               | 43° 44′ 48″ nord, 0° 21′ 17″ ouest | « PA40000042 » | Inscrit MH                                 | 17 janvier 2002                   | Église Saint-Pierre de Renung |
| Chapelle Notre-Dame-de-l'Assomption de Lugaut                               | Retjons                  |                                 | 44° 05′ 53″ nord, 0° 15′ 44″ ouest | « PA00084001 » | Classé MH                                  | 24 juin 1964                      | Chapelle Notre-Dame-de-l'Assomption de Lugaut |
| Église Saint-Pierre de Retjons                                              | Retjons                  |                                 | 44° 06′ 06″ nord, 0° 17′ 42″ ouest |                |                                            |                                   | Église Saint-Pierre de Retjons |
| Église Saint-Luperc de Rimbez                                               | Rimbez-et-Baudiets       |                                 | 44° 03′ 04″ nord, 0° 03′ 16″ est   | « PA40000045 » | Inscrit MH                                 | 25 juillet 2002                   | Église Saint-Luperc de Rimbez |
| Église Saint-Cricq de Baudiets (ruines)                                     | Rimbez-et-Baudiets       |                                 | 44° 05′ 22″ nord, 0° 05′ 14″ est   |                |                                            |                                   | Image manquante Téléverser |
| Église Saint-Barthélemy de Rion-des-Landes                                  | Rion-des-Landes          | place des Droits-de-l'Homme     | 43° 56′ 03″ nord, 0° 55′ 19″ ouest |                |                                            |                                   | Église Saint-Barthélemy de Rion-des-Landes |
| Église Saint-Jean-Baptiste de Rivière                                       | Rivière-Saas-et-Gourby   | route des Barthes               | 43° 40′ 43″ nord, 1° 09′ 09″ ouest |                |                                            |                                   | Église Saint-Jean-Baptiste de Rivière |
| Église Saint-Blaise de Gourby                                               | Rivière-Saas-et-Gourby   | chemin de Bordenave             | 43° 42′ 32″ nord, 1° 11′ 19″ ouest |                | Site inscrit (église et abords)            | 18 mai 1984                       | Église Saint-Blaise de Gourby |
| Église Sainte-Marie de Roquefort                                            | Roquefort                | rue Hubert-Croharé              | 44° 02′ 03″ nord, 0° 19′ 24″ ouest | « PA00135184 » | Inscrit MH Classé MH                       | 11 décembre 1995 28 novembre 1996 | Église Sainte-Marie de Roquefort |
| Église Saint-Michel de Sabres                                               | Sabres                   | route de Solférino              | 44° 08′ 54″ nord, 0° 44′ 27″ ouest | « PA00084003 » | Inscrit MH Classé MH                       | 18 décembre 1991 23 mars 1942     | Église Saint-Michel de Sabres |
| Église Sainte-Anne de Saint-Agnet                                           | Saint-Agnet              | route d'Aire-sur-l'Adour        | 43° 36′ 22″ nord, 0° 16′ 23″ ouest |                |                                            |                                   | Église Sainte-Anne de Saint-Agnet |
| Église Saint-André de Saint-André-de-Seignanx                               | Saint-André-de-Seignanx  | route du Bourg                  | 43° 33′ 33″ nord, 1° 21′ 06″ ouest |                |                                            |                                   | Église Saint-André de Saint-André-de-Seignanx |
| Église Saint-Aubin de Saint-Aubin                                           | Saint-Aubin              |                                 | 43° 42′ 38″ nord, 0° 41′ 47″ ouest | « PA40000067 » | Inscrit MH                                 | 17 avril 2007                     | Église Saint-Aubin de Saint-Aubin |
| Chapelle de Poyaler                                                         | Saint-Aubin              | route de Pellegaris             | 43° 43′ 02″ nord, 0° 43′ 59″ ouest |                |                                            |                                   | Chapelle de Poyaler |
| Église Saint-Avit de Saint-Avit                                             | Saint-Avit               |                                 | 43° 56′ 30″ nord, 0° 26′ 51″ ouest | « PA40000010 » | Inscrit MH                                 | 23 décembre 1996                  | Église Saint-Avit de Saint-Avit |
| Église Saint-Barthélemy de Saint-Barthélemy                                 | Saint-Barthélemy         | route de l'Église               | 43° 30′ 52″ nord, 1° 19′ 52″ ouest |                |                                            |                                   | Église Saint-Barthélemy de Saint-Barthélemy |
| Église Saint-Cyr de Saint-Cricq-Chalosse                                    | Saint-Cricq-Chalosse     | rue Cyrille-Labeyrie            | 43° 39′ 15″ nord, 0° 41′ 04″ ouest |                |                                            |                                   | Église Saint-Cyr de Saint-Cricq-Chalosse |
| Église Saint-Cyr-et-Sainte-Julitte de Saint-Cricq-du-Gave                   | Saint-Cricq-du-Gave      |                                 | 43° 32′ 05″ nord, 1° 00′ 51″ ouest |                |                                            |                                   | Église Saint-Cyr-et-Sainte-Julitte de Saint-Cricq-du-Gave |
| Église Saint-Cyr de Saint-Cricq-Villeneuve                                  | Saint-Cricq-Villeneuve   | rue du Midou                    | 43° 53′ 31″ nord, 0° 21′ 10″ ouest |                |                                            |                                   | Église Saint-Cyr de Saint-Cricq-Villeneuve |
| Église Saint-Étienne de Saint-Étienne-d'Orthe                               | Saint-Étienne-d'Orthe    | allée de l'Église               | 43° 35′ 19″ nord, 1° 10′ 40″ ouest | « PA40000070 » | Inscrit MH                                 | 10 janvier 2008                   | Église Saint-Étienne de Saint-Étienne-d'Orthe |
| Église Saint-Pierre de Saint-Gein                                           | Saint-Gein               | rue du Foyer                    | 43° 50′ 10″ nord, 0° 18′ 02″ ouest |                |                                            |                                   | Église Saint-Pierre de Saint-Gein |
| Ancienne église Notre-Dame de Saint-Gein                                    | Saint-Gein               |                                 | 43° 50′ 04″ nord, 0° 18′ 07″ ouest |                |                                            |                                   | Ancienne église Notre-Dame de Saint-Gein |
| Église Saint-Georges de Saint-Geours-d'Auribat                              | Saint-Geours-d'Auribat   | route de Monfort                | 43° 45′ 23″ nord, 0° 50′ 14″ ouest |                |                                            |                                   | Église Saint-Georges de Saint-Geours-d'Auribat |
| Église Saint-Georges de Saint-Geours-de-Maremne                             | Saint-Geours-de-Maremne  | Route de Bordeaux               | 43° 41′ 16″ nord, 1° 13′ 45″ ouest | « PA00084004 » | Inscrit MH                                 | 13 février 1969                   | Église Saint-Georges de Saint-Geours-de-Maremne |
| Église Saint-Pierre de Saint-Gor                                            | Saint-Gor                |                                 | 44° 03′ 14″ nord, 0° 14′ 34″ ouest |                |                                            |                                   | Église Saint-Pierre de Saint-Gor |
| Église Saint-Loup de Viallotte                                              | Saint-Gor                |                                 | 44° 06′ 04″ nord, 0° 14′ 15″ ouest |                |                                            |                                   | Église Saint-Loup de Viallotte |
| Église Saint-Jean-Baptiste de Saint-Jean-de-Lier                            | Saint-Jean-de-Lier       | route Saint-Pierre              | 43° 47′ 26″ nord, 0° 52′ 42″ ouest |                |                                            |                                   | Église Saint-Jean-Baptiste de Saint-Jean-de-Lier |
| Église Saint-Jean-Baptiste de Saint-Jean-de-Marsacq                         | Saint-Jean-de-Marsacq    |                                 | 43° 37′ 27″ nord, 1° 15′ 28″ ouest | « PA00084005 » | Inscrit MH                                 | 29 avril 1969                     | Église Saint-Jean-Baptiste de Saint-Jean-de-Marsacq |
| Église Saint-Julien de Saint-Julien-d'Armagnac                              | Saint-Julien-d'Armagnac  | route de la Motte-Féodale       | 43° 58′ 58″ nord, 0° 07′ 45″ ouest |                |                                            |                                   | Église Saint-Julien de Saint-Julien-d'Armagnac |
| Église Saint-Julien                                                         | Saint-Julien-en-Born     | route des Lacs                  | 44° 03′ 38″ nord, 1° 13′ 33″ ouest |                |                                            |                                   | Église Saint-Julien |
| Église Sainte-Madeleine de Contis                                           | Saint-Julien-en-Born     | Rue de la Chapelle              | 44° 05′ 33″ nord, 1° 19′ 17″ ouest |                |                                            |                                   | Église Sainte-Madeleine de Contis |
| Église Saint-Sernin de Douzevielle                                          | Saint-Justin             | route de Douzevielle            | 43° 59′ 28″ nord, 0° 16′ 01″ ouest | « PA00135186 » | Inscrit MH                                 | 11 décembre 1995                  | Église Saint-Sernin de Douzevielle |
| Église Saint-Martin de Noët                                                 | Saint-Justin             |                                 | 44° 00′ 43″ nord, 0° 15′ 55″ ouest | « PA00135185 » | Inscrit MH                                 | 11 décembre 1995                  | Église Saint-Martin de Noët |
| Église Sainte-Quitterie-d'Argelouse                                         | Saint-Justin             |                                 | 43° 59′ 05″ nord, 0° 11′ 57″ ouest | « PA00084006 » | Inscrit MH                                 | 4 juillet 1973                    | Église Sainte-Quitterie-d'Argelouse |
| Église Saint-André de Saint-Justin                                          | Saint-Justin             | rue du Chanoine-Tauzin          | 43° 58′ 56″ nord, 0° 13′ 46″ ouest |                |                                            |                                   | Église Saint-André de Saint-Justin |
| Église Saint-Laurent de Saint-Laurent-de-Gosse                              | Saint-Laurent-de-Gosse   | route des Pyrénées              | 43° 31′ 58″ nord, 1° 16′ 05″ ouest |                |                                            |                                   | Église Saint-Laurent de Saint-Laurent-de-Gosse |
| Église Saint-Barthélemy-et-Saint-Léon de Saint-Lon-les-Mines                | Saint-Lon-les-Mines      |                                 | 43° 36′ 50″ nord, 1° 07′ 37″ ouest |                |                                            |                                   | Église Saint-Barthélemy-et-Saint-Léon de Saint-Lon-les-Mines |
| Église Saint-Loubouer de Saint-Loubouer                                     | Saint-Loubouer           | place de l'Église               | 43° 40′ 31″ nord, 0° 25′ 25″ ouest |                |                                            |                                   | Église Saint-Loubouer de Saint-Loubouer |
| Église Saint-Martin de Saint-Martin-de-Hinx                                 | Saint-Martin-de-Hinx     | place de l'Église               | 43° 34′ 58″ nord, 1° 15′ 57″ ouest | « PA00084008 » | Classé MH                                  | 25 avril 1969                     | Église Saint-Martin de Saint-Martin-de-Hinx |
| Église Saint-Martin de Saint-Martin-d'Oney                                  | Saint-Martin-d'Oney      |                                 | 43° 55′ 44″ nord, 0° 38′ 23″ ouest |                |                                            |                                   | Église Saint-Martin de Saint-Martin-d'Oney |
| Église Saint-Martin de Saint-Martin-de-Seignanx                             | Saint-Martin-de-Seignanx | allée du Souvenir               | 43° 32′ 41″ nord, 1° 23′ 09″ ouest |                |                                            |                                   | Église Saint-Martin de Saint-Martin-de-Seignanx |
| Chapelle Saint-Augustin du Bourg-Neuf                                       | Saint-Martin-de-Seignanx | av. du Quartier-Neuf            | 43° 31′ 44″ nord, 1° 23′ 19″ ouest |                |                                            |                                   | Chapelle Saint-Augustin du Bourg-Neuf« Le quartier neuf de Saint-Martin retrouve sa chapelle », sur Sud Ouest Seignanx, le blog du Seignanx et des environs, 30 mars 2008 (consulté le 12 août 2018)                                      |
| Église Saint-Maurice de Saint-Maurice-sur-Adour                             | Saint-Maurice-sur-Adour  | rue du Centre                   | 43° 47′ 04″ nord, 0° 27′ 56″ ouest |                |                                            |                                   | Église Saint-Maurice de Saint-Maurice-sur-Adour |
| Église Saint-Michel de Saint-Michel-Escalus                                 | Saint-Michel-Escalus     | chemin du Plomb                 | 43° 52′ 35″ nord, 1° 13′ 58″ ouest |                |                                            |                                   | Église Saint-Michel de Saint-Michel-Escalus |
| Église Saint-Pierre d'Escalus                                               | Saint-Michel-Escalus     | route de l'Église               | 43° 53′ 33″ nord, 1° 15′ 36″ ouest |                |                                            |                                   | Église Saint-Pierre d'Escalus |
| Église Saint-Pantaléon-et-Saint-Barthélemy                                  | Saint-Pandelon           | route du Bourg                  | 43° 40′ 13″ nord, 1° 02′ 20″ ouest |                |                                            |                                   | Église Saint-Pantaléon-et-Saint-Barthélemy |
| Église Saint-Michel de Saint-Paul-en-Born                                   | Saint-Paul-en-Born       |                                 | 44° 13′ 25″ nord, 1° 09′ 04″ ouest |                |                                            |                                   | Église Saint-Michel de Saint-Paul-en-Born |
| Église Saint-Paul de Saint-Paul-lès-Dax                                     | Saint-Paul-lès-Dax       | rue de l'Abbé-Bordes            | 43° 43′ 20″ nord, 1° 03′ 17″ ouest | « PA00084010 » | Classé MH                                  | 1862                              | Église Saint-Paul de Saint-Paul-lès-Dax |
| Église Saint-Perdon de Saint-Perdon                                         | Saint-Perdon             |                                 | 43° 51′ 55″ nord, 0° 35′ 25″ ouest |                |                                            |                                   | Église Saint-Perdon de Saint-Perdon |
| Église Saint-Orens de Saint-Perdon                                          | Saint-Perdon             | 3159 route Saint-Orens          | 43° 53′ 42″ nord, 0° 36′ 14″ ouest |                | Site inscrit                               | 22 octobre 1986                   | Église Saint-Orens de Saint-Perdon |
| Église Saint-Pierre                                                         | Saint-Pierre-du-Mont     | rue Paul-Verlaine               | 43° 52′ 59″ nord, 0° 31′ 12″ ouest | « PA00084011 » | Classé MH                                  | 23 février 1969                   | Église Saint-Pierre |
| Ancienne abbaye de Saint-Sever                                              | Saint-Sever              | place du Tour-du-Sol            | 43° 45′ 33″ nord, 0° 34′ 27″ ouest | « PA00132533 » | Inscrit MH Classé MH                       | 20 juin 1994 3 octobre 1997       | Ancienne abbaye de Saint-Sever |
| Église abbatiale                                                            | Saint-Sever              | place du Tour-du-Sol            | 43° 45′ 34″ nord, 0° 34′ 27″ ouest | « PA00084013 » | Classé MH                                  | 18 novembre 1911                  | Église abbatiale |
| Ancien Couvent des Jacobins                                                 | Saint-Sever              | rue du Général-Lamarque         | 43° 45′ 31″ nord, 0° 34′ 18″ ouest | « PA00084012 » | Inscrit MH Classé MH                       | 6 janvier 1971                    | Ancien Couvent des Jacobins |
| Église Saint-Michel d'Augreilh (rasée en 2016)                              | Saint-Sever              |                                 | 43° 45′ 10″ nord, 0° 36′ 17″ ouest |                |                                            |                                   | Église Saint-Michel d'Augreilh (rasée en 2016Journal Sud-Ouest du 01/10/2016.) |
| Église Saint-Jean de Péré                                                   | Saint-Sever              | av. du Général-de-Gaulle        | 43° 46′ 15″ nord, 0° 34′ 13″ ouest |                |                                            |                                   | Église Saint-Jean de Péré |
| Église Sainte-Eulalie de Saint-Sever                                        | Saint-Sever              |                                 | 43° 46′ 26″ nord, 0° 33′ 02″ ouest |                |                                            |                                   | Église Sainte-Eulalie de Saint-Sever |
| Église Saint-Vincent-de-Paul de Saint-Vincent-de-Paul                       | Saint-Vincent-de-Paul    | rue du Pouy                     | 43° 44′ 29″ nord, 0° 59′ 58″ ouest |                |                                            |                                   | Église Saint-Vincent-de-Paul de Saint-Vincent-de-Paul |
| Basilique Notre-Dame de Buglose                                             | Saint-Vincent-de-Paul    | rue des Carillons               | 43° 47′ 03″ nord, 0° 59′ 26″ ouest |                |                                            |                                   | Basilique Notre-Dame de Buglose |
| Chapelle Notre-Dame de Buglose                                              | Saint-Vincent-de-Paul    |                                 | 43° 47′ 11″ nord, 0° 59′ 18″ ouest |                |                                            |                                   | Chapelle Notre-Dame de Buglose |
| Église Saint-Vincent-de-Paul du Berceau                                     | Saint-Vincent-de-Paul    |                                 | 43° 44′ 44″ nord, 1° 00′ 37″ ouest |                |                                            |                                   | Église Saint-Vincent-de-Paul du Berceau |
| Église Saint-Vincent-Diacre de Saint-Vincent-de-Tyrosse                     | Saint-Vincent-de-Tyrosse | Avenue de la Côte-d'Argent      | 43° 39′ 40″ nord, 1° 18′ 12″ ouest |                |                                            |                                   | Église Saint-Vincent-Diacre de Saint-Vincent-de-Tyrosse |
| Église Saint-Jacques-le-Majeur de Saint-Yaguen                              | Saint-Yaguen             |                                 | 43° 53′ 22″ nord, 0° 44′ 27″ ouest | « PA00084015 » | Inscrit MH                                 | 2 septembre 2004                  | Église Saint-Jacques-le-Majeur de Saint-Yaguen |
| Église Sainte-Colombe de Sainte-Colombe                                     | Sainte-Colombe           | route de Coudures               | 43° 40′ 52″ nord, 0° 33′ 27″ ouest |                |                                            |                                   | Église Sainte-Colombe de Sainte-Colombe |
| Église Sainte-Eulalie de Sainte-Eulalie-en-Born                             | Sainte-Eulalie-en-Born   | rue Saint-Eutrope               | 44° 16′ 25″ nord, 1° 11′ 02″ ouest |                |                                            |                                   | Église Sainte-Eulalie de Sainte-Eulalie-en-Born |
| Église Sainte-Foy de Sainte-Foy                                             | Sainte-Foy               | chemin de l'Église              | 43° 56′ 12″ nord, 0° 19′ 56″ ouest |                |                                            |                                   | Image manquante Téléverser |
| Église Notre-Dame de Sainte-Marie-de-Gosse                                  | Sainte-Marie-de-Gosse    |                                 | 43° 33′ 25″ nord, 1° 14′ 19″ ouest | « PA40000030 » | Inscrit MH                                 | 1er février 1999                  | Église Notre-Dame de Sainte-Marie-de-Gosse |
| Église Saint-Jean-Baptiste de Samadet                                       | Samadet                  | rue de l'Église                 | 43° 38′ 24″ nord, 0° 29′ 13″ ouest |                |                                            |                                   | Église Saint-Jean-Baptiste de Samadet |
| Église Saint-Jean à St-Julien (grange en ruine,)                            | Samadet                  |                                 | 43° 38′ 08″ nord, 0° 28′ 38″ ouest |                |                                            |                                   | Église Saint-Jean à St-Julien (grange en ruine« Église Romane Saint-Jean », sur Association Culturelle et Touristique de Samadet (consulté le 25 juillet 2018),« L'église attend son salut », sur SudOuest (consulté le 25 juillet 2018)) |
| Église Saint-Sauveur de Sanguinet                                           | Sanguinet                | av. de la Côte-d'Argent         | 44° 29′ 07″ nord, 1° 04′ 24″ ouest |                |                                            |                                   | Église Saint-Sauveur de Sanguinet |
| Église Saint-Pierre de Sarbazan                                             | Sarbazan                 |                                 | 44° 01′ 07″ nord, 0° 18′ 41″ ouest | « PA40000011 » | Classé MH                                  | 14 novembre 1997                  | Église Saint-Pierre de Sarbazan |
| Église Saint-Michel de Sarraziet                                            | Sarraziet                | place de la Mairie              | 43° 42′ 08″ nord, 0° 29′ 19″ ouest |                |                                            |                                   | Église Saint-Michel de Sarraziet |
| Église Saint-Front de Sarron                                                | Sarron                   |                                 | 43° 35′ 33″ nord, 0° 16′ 24″ ouest |                |                                            |                                   | Église Saint-Front de Sarron |
| Église Notre-Dame de Saubion                                                | Saubion                  |                                 | 43° 40′ 13″ nord, 1° 20′ 54″ ouest |                |                                            |                                   | Église Notre-Dame de Saubion |
| Église Saint-Pierre de Saubrigues                                           | Saubrigues               |                                 | 43° 36′ 40″ nord, 1° 18′ 51″ ouest |                |                                            |                                   | Image manquante Téléverser |
| Église Saint-Jean-Baptiste de Saubusse                                      | Saubusse                 |                                 | 43° 39′ 23″ nord, 1° 11′ 14″ ouest | « PA00084016 » | Inscrit MH                                 | 28 décembre 1966                  | Église Saint-Jean-Baptiste de Saubusse |
| Église Saint-Pierre de Saugnac                                              | Saugnac-et-Cambran       | place de l'Église               | 43° 40′ 15″ nord, 0° 59′ 37″ ouest |                |                                            |                                   | Image manquante Téléverser |
| Église Notre-Dame de Saugnacq                                               | Saugnacq-et-Muret        |                                 | 44° 24′ 12″ nord, 0° 46′ 58″ ouest |                |                                            |                                   | Église Notre-Dame de Saugnacq |
| Église Saint-Roch du Muret                                                  | Saugnacq-et-Muret        |                                 | 44° 24′ 38″ nord, 0° 49′ 24″ ouest |                | Site inscrit (Église et airial)            | 12 décembre 1975                  | Église Saint-Roch du Muret |
| Église Saint-André de Seignosse                                             | Seignosse                |                                 | 43° 41′ 25″ nord, 1° 22′ 33″ ouest |                |                                            |                                   | Église Saint-André de Seignosse |
| Église Sainte-Thérèse du Penon                                              | Seignosse                | av. de la Grande-Plage          | 43° 42′ 24″ nord, 1° 25′ 57″ ouest |                |                                            |                                   | Image manquante Téléverser |
| Église Saint-Vincent-Diacre de Serres-Gaston                                | Serres-Gaston            | place de l'Église               | 43° 39′ 11″ nord, 0° 30′ 29″ ouest |                |                                            |                                   | Église Saint-Vincent-Diacre de Serres-Gaston |
| Église Saint-Barthélemy de Serreslous                                       | Serreslous-et-Arribans   |                                 | 43° 39′ 46″ nord, 0° 38′ 44″ ouest |                |                                            |                                   | Église Saint-Barthélemy de Serreslous |
| Église Saint-Martin de Seyresse                                             | Seyresse                 | route de l'Église               | 43° 40′ 55″ nord, 1° 03′ 45″ ouest |                |                                            |                                   | Image manquante Téléverser |
| Église Saint-Jean-Baptiste de Siest                                         | Siest                    |                                 | 43° 38′ 57″ nord, 1° 07′ 36″ ouest | « PA40000071 » | Inscrit MH                                 | 15 octobre 2008                   | Église Saint-Jean-Baptiste de Siest |
| Église Sainte-Marie-Madeleine-et-Saint-Blaise de Sindères                   | Sindères                 |                                 | 44° 01′ 44″ nord, 0° 59′ 07″ ouest |                |                                            |                                   | Église Sainte-Marie-Madeleine-et-Saint-Blaise de Sindères |
| Église Sainte-Eugénie de Solférino                                          | Solférino                | av. du Centenaire               | 44° 08′ 38″ nord, 0° 53′ 48″ ouest |                |                                            |                                   | Église Sainte-Eugénie de Solférino |
| Église Saint-Étienne de Soorts                                              | Soorts-Hossegor          | av. de la Bécasse               | 43° 39′ 49″ nord, 1° 23′ 39″ ouest |                |                                            |                                   | Église Saint-Étienne de Soorts |
| Église Sainte-Trinité de Hossegor                                           | Soorts-Hossegor          |                                 | 43° 39′ 37″ nord, 1° 25′ 47″ ouest |                |                                            |                                   | Église Sainte-Trinité de Hossegor |
| Chapelle Notre-Dame des Dunes de Soorts-Hossegor                            | Soorts-Hossegor          |                                 | 43° 39′ 49″ nord, 1° 26′ 27″ ouest |                |                                            |                                   | Chapelle Notre-Dame des Dunes de Soorts-Hossegor |
| Église Notre-Dame                                                           | Sorbets                  | route de Geaune                 | 43° 38′ 05″ nord, 0° 19′ 48″ ouest |                |                                            |                                   | Église Notre-Dame |
| Ancienne Église abbatiale Saint-Jean de Sorde                               | Sorde-l'Abbaye           |                                 | 43° 31′ 44″ nord, 1° 03′ 17″ ouest | « PA00132534 » | Classé MH                                  | 25 août 1909                      | Ancienne Église abbatiale Saint-Jean de Sorde |
| Chapelle de Roudigou                                                        | Sorde-l'Abbaye           | route de la Chapelle            | 43° 30′ 53″ nord, 1° 03′ 42″ ouest |                |                                            |                                   | Image manquante Téléverser |
| Église Saint-Jean-Baptiste de Sore                                          | Sore                     | place de la République          | 44° 19′ 21″ nord, 0° 34′ 51″ ouest | « PA00084033 » | Inscrit MH                                 | 7 octobre 1992                    | Église Saint-Jean-Baptiste de Sore |
| Église Notre-Dame de Sort-en-Chalosse                                       | Sort-en-Chalosse         | route du Moulin                 | 43° 40′ 57″ nord, 0° 55′ 48″ ouest |                |                                            |                                   | Église Notre-Dame de Sort-en-Chalosse |
| Église Notre-Dame de Goudosse                                               | Souprosse                | route de Goudosse               | 43° 46′ 29″ nord, 0° 41′ 38″ ouest | « PA00084029 » | Classé MH                                  | 10 mai 1995                       | Église Notre-Dame de Goudosse |
| Église Saint-Pierre de Souprosse                                            | Souprosse                | av. du 8-Mai-1945               | 43° 47′ 16″ nord, 0° 42′ 25″ ouest |                |                                            |                                   | Église Saint-Pierre de Souprosse |
| Église Saint-Étienne d'Artiguebaude                                         | Souprosse                | route de Saint-Étienne          | 43° 47′ 44″ nord, 0° 41′ 56″ ouest |                |                                            |                                   | Église Saint-Étienne d'Artiguebaude |
| Église Saint-Pierre de Soustons                                             | Soustons                 | rue de l'Église                 | 43° 45′ 22″ nord, 1° 19′ 38″ ouest |                |                                            |                                   | Église Saint-Pierre de Soustons |
| Église Saint-Barthélemy de Taller                                           | Taller                   | chemin du Lavoir                | 43° 52′ 18″ nord, 1° 04′ 18″ ouest |                |                                            |                                   | Église Saint-Barthélemy de Taller |
| Église Notre-Dame des Forges                                                | Tarnos                   | Cité (rue de la)                | 43° 31′ 51″ nord, 1° 29′ 41″ ouest | « PA40000036 » | Inscrit MH                                 | 12 avril 2001                     | Église Notre-Dame des Forges |
| Église Saint-Vincent-Diacre de Tarnos                                       | Tarnos                   | av. Lénine                      | 43° 32′ 28″ nord, 1° 27′ 43″ ouest |                |                                            |                                   | Église Saint-Vincent-Diacre de Tarnos |
| Église Saint-Jacques de Tartas                                              | Tartas                   | Saint-Martin (place)            | 43° 49′ 51″ nord, 0° 48′ 26″ ouest | « PA40000022 » | Classé MH                                  | 2 août 1999                       | Église Saint-Jacques de Tartas |
| Église Saint-Laurent de Téthieu                                             | Téthieu                  | rue de l'Église                 | 43° 45′ 07″ nord, 0° 58′ 31″ ouest |                |                                            |                                   | Église Saint-Laurent de Téthieu |
| Église Saint-Pierre de Tercis-les-Bains                                     | Tercis-les-Bains         | place de l'Église               | 43° 40′ 12″ nord, 1° 06′ 29″ ouest |                |                                            |                                   | Église Saint-Pierre de Tercis-les-Bains |
| Église Saint-Pierre-ès-Liens de Tilh                                        | Tilh                     | av. Henri-Meunier               | 43° 34′ 31″ nord, 0° 50′ 05″ ouest |                |                                            |                                   | Église Saint-Pierre-ès-Liens de Tilh |
| Église Saint-Sever de Tosse                                                 | Tosse                    | av. du Général-De-Gaulle        | 43° 41′ 32″ nord, 1° 19′ 53″ ouest | « PA00084020 » | Inscrit MH                                 | 29 février 1928                   | Église Saint-Sever de Tosse |
| Église Sainte-Quitterie de Toulouzette                                      | Toulouzette              | route du Moulin                 | 43° 45′ 23″ nord, 0° 41′ 05″ ouest |                |                                            |                                   | Église Sainte-Quitterie de Toulouzette |
| Église Saint-Martin-et-Saint-Eutrope de Trensacq                            | Trensacq                 |                                 | 44° 12′ 51″ nord, 0° 45′ 04″ ouest |                |                                            |                                   | Église Saint-Martin-et-Saint-Eutrope de Trensacq |
| Église Saint-Étienne d'Uchacq                                               | Uchacq-et-Parentis       |                                 | 43° 55′ 39″ nord, 0° 33′ 33″ ouest | « PA00084021 » | Inscrit MH Classé MH                       | 2 avril 2004 5 janvier 1946       | Église Saint-Étienne d'Uchacq |
| Église Saint-Laurent de Parentis                                            | Uchacq-et-Parentis       |                                 | 43° 57′ 43″ nord, 0° 31′ 39″ ouest |                |                                            |                                   | Image manquante Téléverser |
| Église Saint-Martin d'Urgons                                                | Urgons                   |                                 | 43° 39′ 00″ nord, 0° 26′ 36″ ouest |                |                                            |                                   | Église Saint-Martin d'Urgons |
| Église Saint-Louis d'Uza                                                    | Uza                      |                                 | 44° 02′ 05″ nord, 1° 11′ 47″ ouest | « PA40000048 » | Inscrit MH                                 | 18 juillet 2003                   | Église Saint-Louis d'Uza |
| Église Saint-Vincent de Vert                                                | Vert                     | place de l'Église               | 44° 05′ 25″ nord, 0° 34′ 46″ ouest |                |                                            |                                   | Église Saint-Vincent de Vert |
| Église Saint-Vincent-Diacre de Vicq-d'Auribat                               | Vicq-d'Auribat           | route des Côteaux               | 43° 47′ 05″ nord, 0° 51′ 30″ ouest |                |                                            |                                   | Église Saint-Vincent-Diacre de Vicq-d'Auribat |
| Église Saint-Jean de Vielle                                                 | Vielle-Saint-Girons      | route de Cantabre               | 43° 54′ 53″ nord, 1° 18′ 05″ ouest |                |                                            |                                   | Église Saint-Jean de Vielle |
| Église Notre-Dame de Saint-Girons                                           | Vielle-Saint-Girons      | route des Lacs                  | 43° 57′ 02″ nord, 1° 18′ 07″ ouest |                |                                            |                                   | Église Notre-Dame de Saint-Girons |
| Église Saint-Jean-Baptiste de Vielle-Soubiran                               | Vielle-Soubiran          |                                 | 44° 02′ 38″ nord, 0° 11′ 07″ ouest |                |                                            |                                   | Église Saint-Jean-Baptiste de Vielle-Soubiran |
| Église Saint-Jean-Baptiste de Vielle-Tursan                                 | Vielle-Tursan            | impasse du Presbytère           | 43° 40′ 32″ nord, 0° 27′ 00″ ouest |                |                                            |                                   | Église Saint-Jean-Baptiste de Vielle-Tursan |
| Église Saint-Clément de Vieux-Boucau                                        | Vieux-Boucau-les-Bains   | rue de l'Église                 | 43° 47′ 08″ nord, 1° 23′ 56″ ouest |                |                                            |                                   | Église Saint-Clément de Vieux-Boucau |
| Église Saint-Sever de Villenave                                             | Villenave                |                                 | 43° 58′ 06″ nord, 0° 48′ 34″ ouest |                |                                            |                                   | Église Saint-Sever de Villenave |
| Église Saint-Hippolyte de Villeneuve-de-Marsan                              | Villeneuve-de-Marsan     | Grand-Rue                       | 43° 53′ 38″ nord, 0° 18′ 19″ ouest |                |                                            |                                   | Église Saint-Hippolyte de Villeneuve-de-Marsan |
| Église Notre-Dame d'Ychoux                                                  | Ychoux                   | place de l'Église               | 44° 19′ 46″ nord, 0° 57′ 48″ ouest |                |                                            |                                   | Église Notre-Dame d'Ychoux |
| Chapelle des Trois Fontaines d'Ychoux                                       | Ychoux                   |                                 | 44° 18′ 55″ nord, 0° 55′ 52″ ouest |                |                                            |                                   | Chapelle des Trois Fontaines d'Ychoux |
| Église Saint-Pierre d'Ygos-Saint-Saturnin                                   | Ygos-Saint-Saturnin      | place de l'Église               | 43° 58′ 33″ nord, 0° 44′ 16″ ouest |                |                                            |                                   | Image manquante Téléverser |
| Chapelle Notre-Dame-d'Arosse                                                | Ygos-Saint-Saturnin      | Route de Laborde                | 44° 00′ 08″ nord, 0° 43′ 51″ ouest |                |                                            |                                   | Chapelle Notre-Dame-d'Arosse |
| Église Saint-Pierre d'Yzosse                                                | Yzosse                   |                                 | 43° 42′ 42″ nord, 1° 00′ 44″ ouest |                |                                            |                                   | Image manquante Téléverser |

## Culte protestant
| Monument                   | Commune              | Coordonnées                        | Illustration               |
| -------------------------- | -------------------- | ---------------------------------- | -------------------------- |
| Ancien temple des Bastides | Labastide-d'Armagnac | 43° 58′ 08″ nord, 0° 11′ 16″ ouest | Ancien temple des Bastides |
| Temple de Mont-de-Marsan   | Mont-de-Marsan       | 43° 53′ 23″ nord, 0° 30′ 09″ ouest | Temple de Mont-de-Marsan   |